# Saint-Rémy-lès-Chevreuse
Pour les articles homonymes, voir Saint-Rémy.
Saint-Rémy-lès-Chevreuse [sɛ̃ ʁemi lɛ ʃəvʁøz]  est une commune française située dans le département des Yvelines en région Île-de-France. Commune périurbaine de l'aire urbaine de Paris, elle est localisée à une trentaine de kilomètres au sud-ouest de la capitale française, à proximité du pôle scientifique et technologique de Paris-Saclay. Elle fait partie intégrante du parc naturel régional Haute Vallée de Chevreuse.
Saint-Rémy-lès-Chevreuse est située au cœur de la Vallée de Chevreuse et à l'est du Pays d'Yveline.
Ses habitants sont appelés les Saint-Rémois.

## Géographie

### Situation
La commune de Saint-Rémy-lès-Chevreuse s'étend principalement dans les vallées de l'Yvette (la vallée de Chevreuse) et de ses affluents, le Rhodon, et le ruisseau de Montabé, et déborde sur les plateaux environnants. C'est une commune en partie urbanisée (maisons individuelles), mais qui conserve d'importantes surfaces boisées.
Elle se trouve dans le périmètre du parc naturel régional Haute Vallée de Chevreuse.
La commune de Saint-Rémy-lès-Chevreuse se trouve à 15 km au sud de la préfecture des Yvelines, Versailles, et à 21 km à l'est de la sous-préfecture de Rambouillet. Elle est localisée à 36 km au sud-ouest de la cathédrale Notre-Dame de Paris, point zéro des routes de France, et à 28 km au sud-ouest de la porte de Saint-Cloud.

### Hydrographie

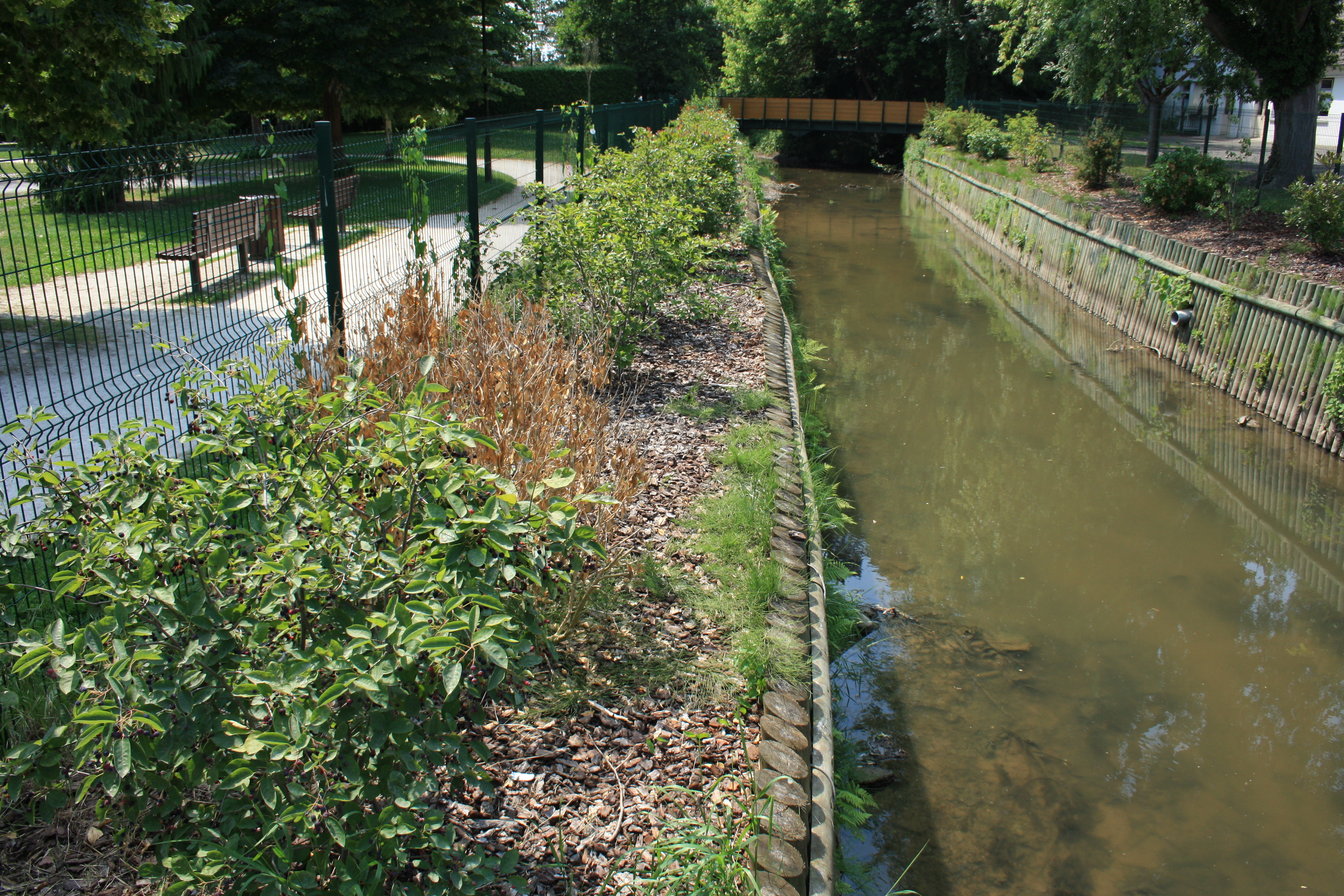
L'Yvette dans le parc de Saint-Rémy-lès-Chevreuse.

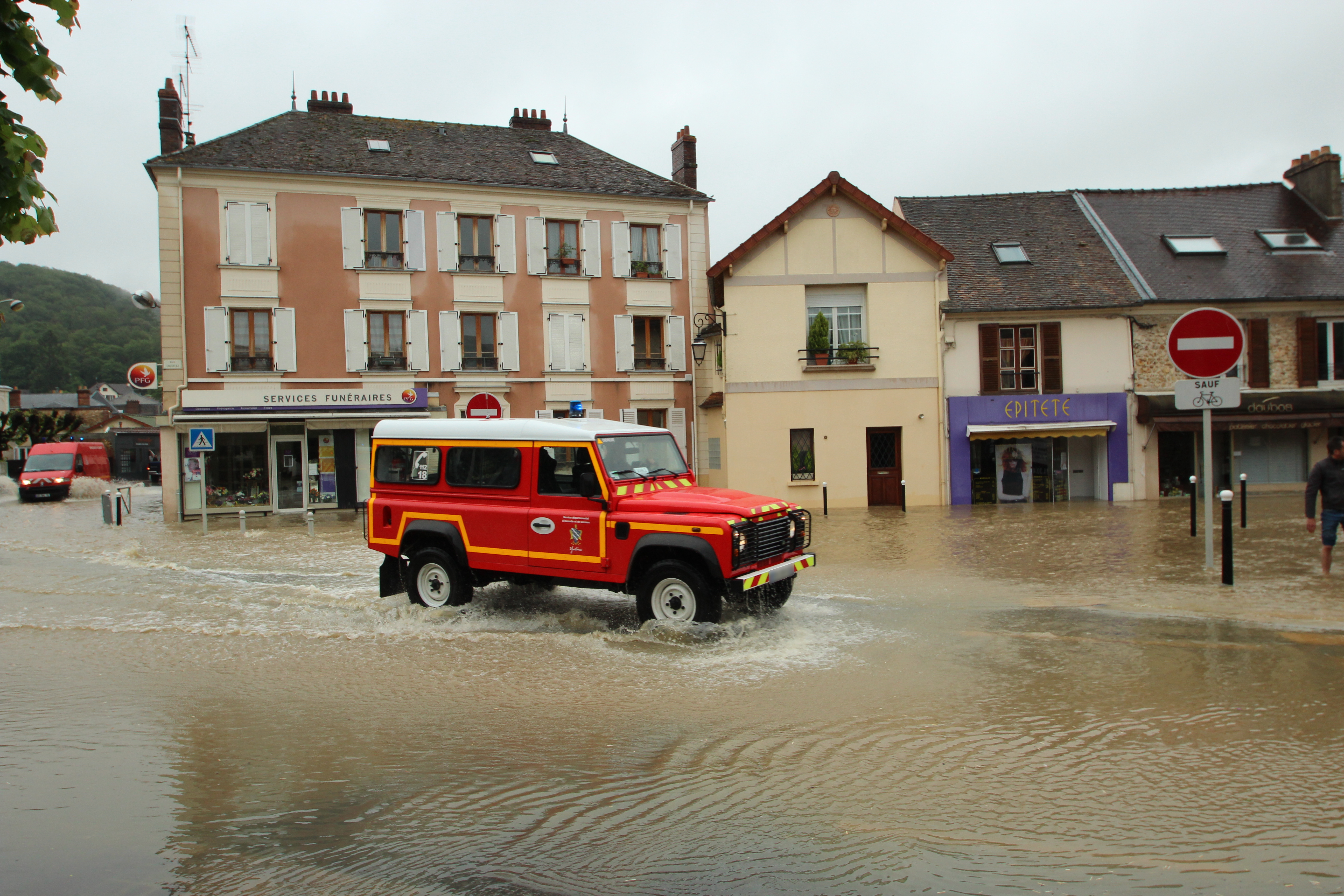
Inondation en 2016.

La commune est traversée par la vallée de l’Yvette qui passe d’ouest en est depuis Chevreuse vers Gif-sur-Yvette.
Le ruisseau du Rhodon donne son nom à un quartier de la commune.
Sur la partie sud de la ville, le ru du Montabé rejoint l'Yvette.
En contrebas de la route de Limours, se trouve le lac Beauséjour.
En mai 2016, la commune a été inondée ; elle l'a été de nouveau en octobre 2024.

### Quartiers de la commune
.

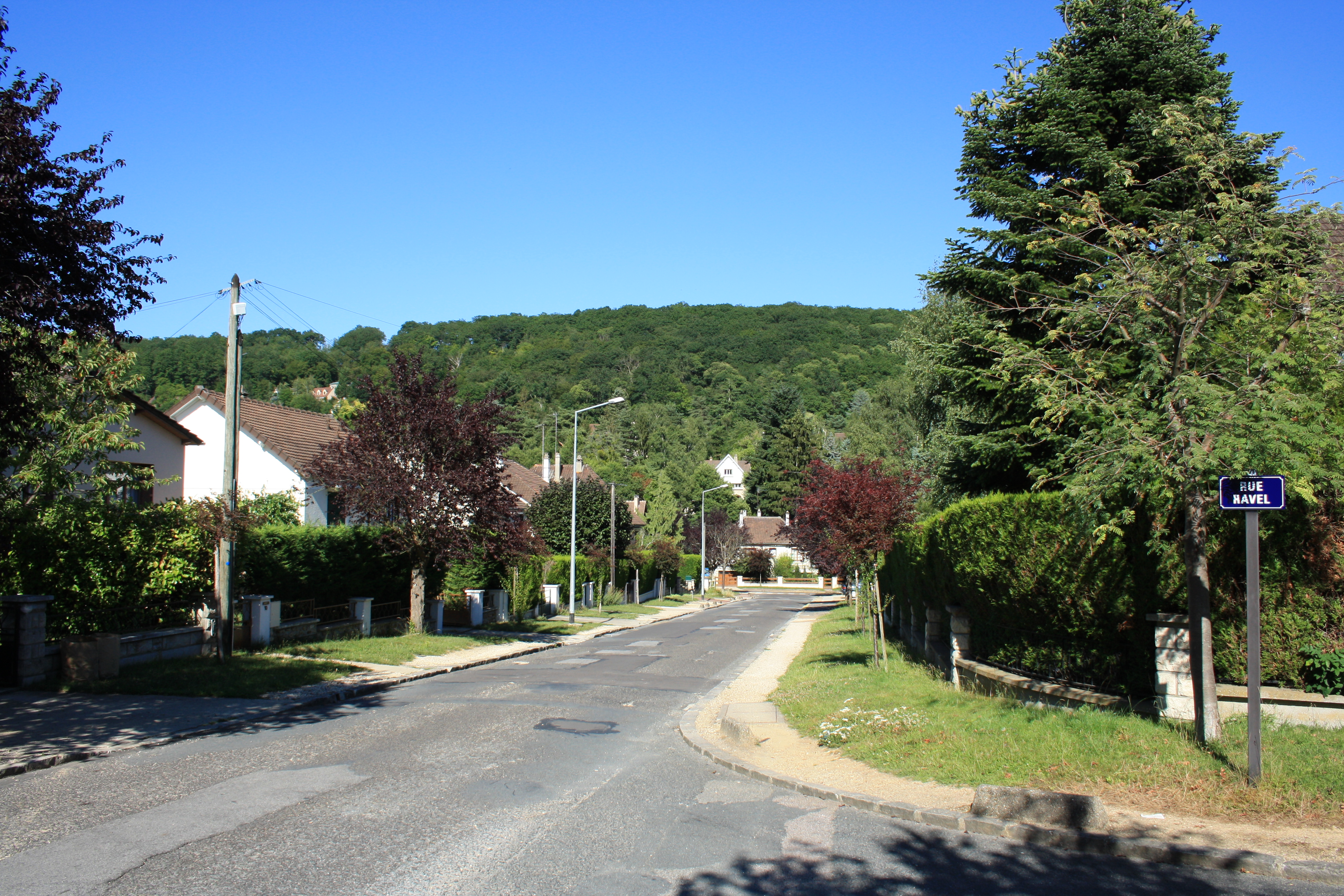
Quartier du Rhodon.

La ville est composée de plusieurs quartiers :
- le centre-ville ;
- le quartier du Rhodon en direction de Milon-la-Chapelle ;
- le quartier Beauséjour en direction des Molières ;
- le quartier Beauplan sur le plateau en direction de Magny-les-Hameaux ;
- le quartier de la Guiéterie en direction de Gif-sur-Yvette.

### Climat
Pour des articles plus généraux, voir Climat de l'Île-de-France et Climat des Yvelines.
En 2010, le climat de la commune est de type climat océanique dégradé des plaines du Centre et du Nord, selon une étude du CNRS s'appuyant sur une série de données couvrant la période 1971-2000. En 2020, Météo-France publie une typologie des climats de la France métropolitaine dans laquelle la commune est exposée à un climat océanique altéré et est dans la région climatique  Sud-ouest du bassin Parisien, caractérisée par une faible pluviométrie, notamment au printemps (120 à 150 mm) et un hiver froid (3,5 °C). 
Pour la période 1971-2000, la température annuelle moyenne est de 11,2 °C, avec une amplitude thermique annuelle de 15 °C. Le cumul annuel moyen de précipitations est de 683 mm, avec 10,9 jours de précipitations en janvier et 7,8 jours en juillet. Pour la période 1991-2020, la température moyenne annuelle observée sur la station météorologique la plus proche, située sur la commune de Choisel à 5 km à vol d'oiseau, est de 11,1 °C et le cumul annuel moyen de précipitations est de 709,1 mm,. Pour l'avenir, les paramètres climatiques de la commune estimés pour 2050 selon différents scénarios d'émission de gaz à effet de serre sont consultables sur un site dédié publié par Météo-France en novembre 2022.
| Mois                                  | jan.             | fév.             | mars           | avril         | mai           | juin           | jui.           | août          | sep.         | oct.          | nov.            | déc.             | année      |
| ------------------------------------- | ---------------- | ---------------- | -------------- | ------------- | ------------- | -------------- | -------------- | ------------- | ------------ | ------------- | --------------- | ---------------- | ---------- |
| Température minimale moyenne (°C)     | 1,3              | 1                | 3,1            | 5             | 8,4           | 11,4           | 13,2           | 13            | 10,1         | 7,4           | 4,1             | 1,6              | 6,6        |
| Température moyenne (°C)              | 4                | 4,4              | 7,5            | 10,1          | 13,8          | 17             | 19,2           | 19            | 15,4         | 11,6          | 7,2             | 4,2              | 11,1       |
| Température maximale moyenne (°C)     | 6,7              | 7,7              | 11,9           | 15,3          | 19,2          | 22,6           | 25,1           | 25            | 20,8         | 15,8          | 10,4            | 6,9              | 15,6       |
| Record de froid (°C) date du record   | −14,2 14.01.1979 | −13,5 07.02.1991 | −10,4 13.03.13 | −4,5 15.04.19 | −1 07.05.1997 | 2,2 04.06.1991 | 4,9 19.07.1974 | 4,3 21.08.14  | 1,8 30.09.12 | −4 30.10.1997 | −9,5 24.11.1998 | −10,6 29.12.1996 | −14,2 1979 |
| Record de chaleur (°C) date du record | 15,5 27.01.03    | 18,5 24.02.1990  | 24 29.03.1989  | 28 21.04.18   | 31,6 28.05.17 | 36,4 27.06.11  | 37,5 01.07.15  | 39,5 06.08.03 | 33 05.09.13  | 28,5 03.10.11 | 21 08.11.15     | 16,5 07.12.00    | 39,5 2003  |
| Précipitations (mm)                   | 61,4             | 51,7             | 51,5           | 48,9          | 67,8          | 61,5           | 52,4           | 56,3          | 51,6         | 65,8          | 64,7            | 75,5             | 709,1      |

## Urbanisme

### Typologie
Au 1er janvier 2024, Saint-Rémy-lès-Chevreuse est catégorisée centre urbain intermédiaire, selon la nouvelle grille communale de densité à sept niveaux définie par l'Insee en 2022.
Elle appartient à l'unité urbaine de Paris, une agglomération inter-départementale regroupant 407  communes, dont elle est une commune de la banlieue,,. Par ailleurs la commune fait partie de l'aire d'attraction de Paris, dont elle est une commune de la couronne,. Cette aire regroupe 1 929 communes,.

### Occupation des sols
Le tableau ci-dessous présente l'occupation des sols de la commune en 2018, telle qu'elle ressort de la base de données européenne d’occupation biophysique des sols Corine Land Cover (CLC).
| Type d’occupation                             | Pourcentage | Superficie (en hectares) |
| --------------------------------------------- | ----------- | ------------------------ |
| Tissu urbain discontinu                       | 32,5 %      | 320                      |
| Terres arables hors périmètres d'irrigation   | 13,1 %      | 129                      |
| Prairies et autres surfaces toujours en herbe | 3,2 %       | 32                       |
| Forêts de feuillus                            | 49,8 %      | 491                      |
| Forêts de conifères                           | 1,3 %       | 13                       |
| Source : Corine Land Cover                    |             |                          |

## Transports et voies de communications

### Réseau routier
- La principale route qui traverse la commune est la route départementale 906 qui mène, vers l'est, à Gif-sur-Yvette dans le département de l'Essonne et, vers l'ouest, à Chevreuse dans l'axe de la vallée de Chevreuse. Il s'agit, historiquement, d'un tronçon de l'ancienne route nationale 306 déclassée au milieu des années 1990, et qui reliait Paris - Porte de Châtillon à Rambouillet et Chartres.
- La route départementale 938 (route de Versailles, vers le nord) permet de rejoindre le quartier de Beauplan puis la ville de Magny-les-Hameaux. Depuis quelques années, un rond-point entre ces deux routes est venu remplacer un système de feux rouges et de priorité à droite, ce qui a permis de fluidifier la circulation. Vers le sud, cette route rejoint Limours.

#### Transports en commun
- La ville est desservie par la gare de Saint-Rémy-lès-Chevreuse, sur la ligne  , terminus sud de la branche B4 de cette ligne.
  - La gare est exploitée par la RATP et se trouvait par le passé sur la ligne de Sceaux, édifiée en 1867 pour la section Orsay / Limours.
  - La ligne   permet de desservir depuis Saint-Rémy-lès-Chevreuse, notamment les gares d'Orsay-Ville, de Massy - Palaiseau, de Denfert-Rochereau, de Saint-Michel - Notre-Dame, de Châtelet - Les Halles, de Paris - Gare du Nord et de l'Aéroport Charles-de-Gaulle 2 TGV.
- Le réseau de bus Vélizy Vallées effectue des liaisons avec deux lignes de bus qui relient Saint-Rémy-lès-Chevreuse aux communes alentour. Il s'agit des lignes 6162 (ligne reliant Saint-Rémy-lès-Chevreuse à la gare de Versailles-Château-Rive-Gauche), 6163 (ligne express en heure de pointe reliant Saint-Rémy-lès-Chevreuse à la gare de Versailles-Château-Rive-Gauche),
- Le réseau de bus Centre et Sud Yvelines effectue des liaisons avec douze lignes de bus qui relient Saint-Rémy-lès-Chevreuse au reste de la ville et aux communes alentour. Il s'agit des lignes 39.003 (ligne reliant Saint-Rémy-lès-Chevreuse à Rambouillet), 39.103 (ligne reliant Saint-Rémy-lès-Chevreuse à la Cernay-la-Ville), 39.303 (ligne en heure de pointe reliant Saint-Rémy-lès-Chevreuse à la Rambouillet), 39.403 (ligne reliant Saint-Rémy-lès-Chevreuse à la Chevreuse), 39.02 (ligne reliant Saint-Rémy-lès-Chevreuse à Gif-sur-Yvette), 39.10 (ligne interne dans Saint-Rémy-lès-Chevreuse), 39.13 (ligne reliant Saint-Rémy-lès-Chevreuse à Limours), 39.17 (ligne reliant Saint-Rémy-lès-Chevreuse à la gare de La Verrière), 39.27 (ligne reliant Saint-Rémy-lès-Chevreuse à la gare des Essarts-le-Roi), 39.31 (ligne reliant Chevreuse à Montigny-le-Bretonneux) et 5228 (ligne reliant Saint-Rémy-lès-Chevreuse au lycée franco-allemand de Buc).
- Le réseau de bus de Saint-Quentin-en-Yvelines dessert également Saint-Rémy-lès-Chevreuse avec les lignes 5191 (vers Voisins-le-Bretonneux), 5193 (vers Guyancourt), 5191 (vers Voisins-le-Bretonneux), 5194 (vers Montigny-le-Bretonneux) et 5145 (vers la gare de Saint-Quentin-en-Yvelines).
- La nuit, la ligne Noctilien N122 dessert la gare de Saint-Rémy-lès-Chevreuse depuis Châtelet - Les Halles et la Porte d'Orléans entre 00:30 et 05:30, suivant ainsi le trajet de la ligne B du RER.

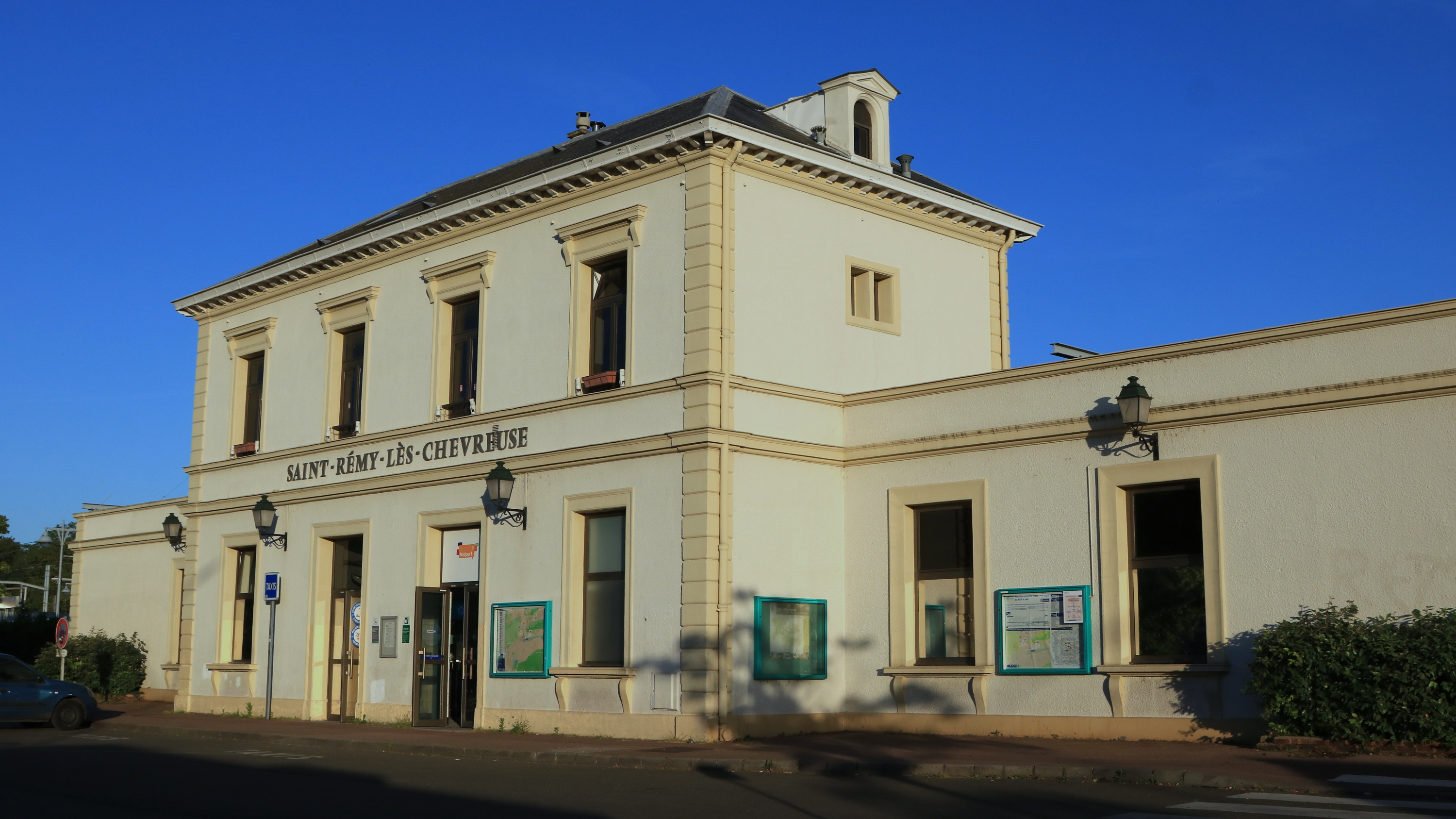
La gare de Saint-Rémy-lès-Chevreuse.
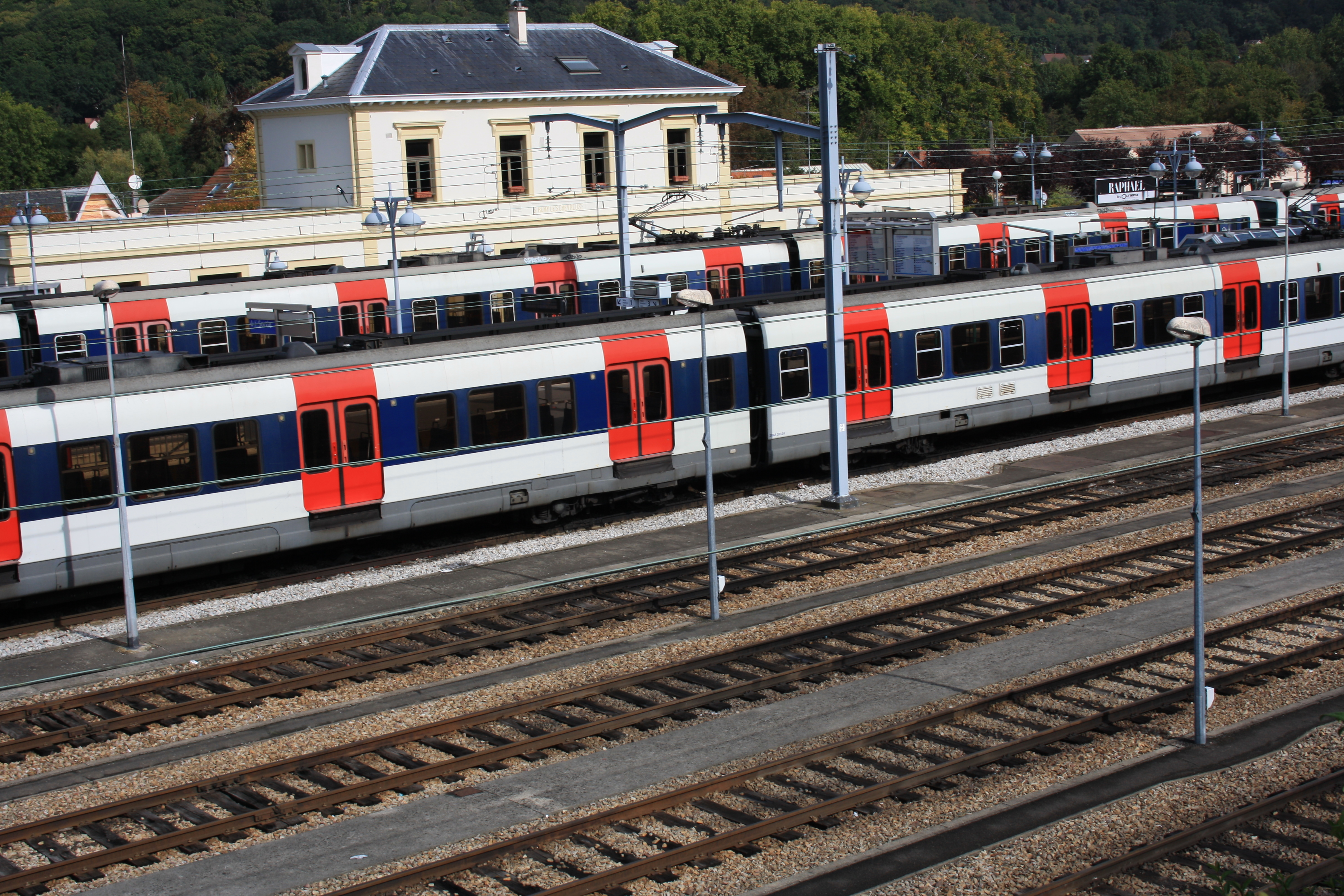
Terminus de la ligne B du RER.
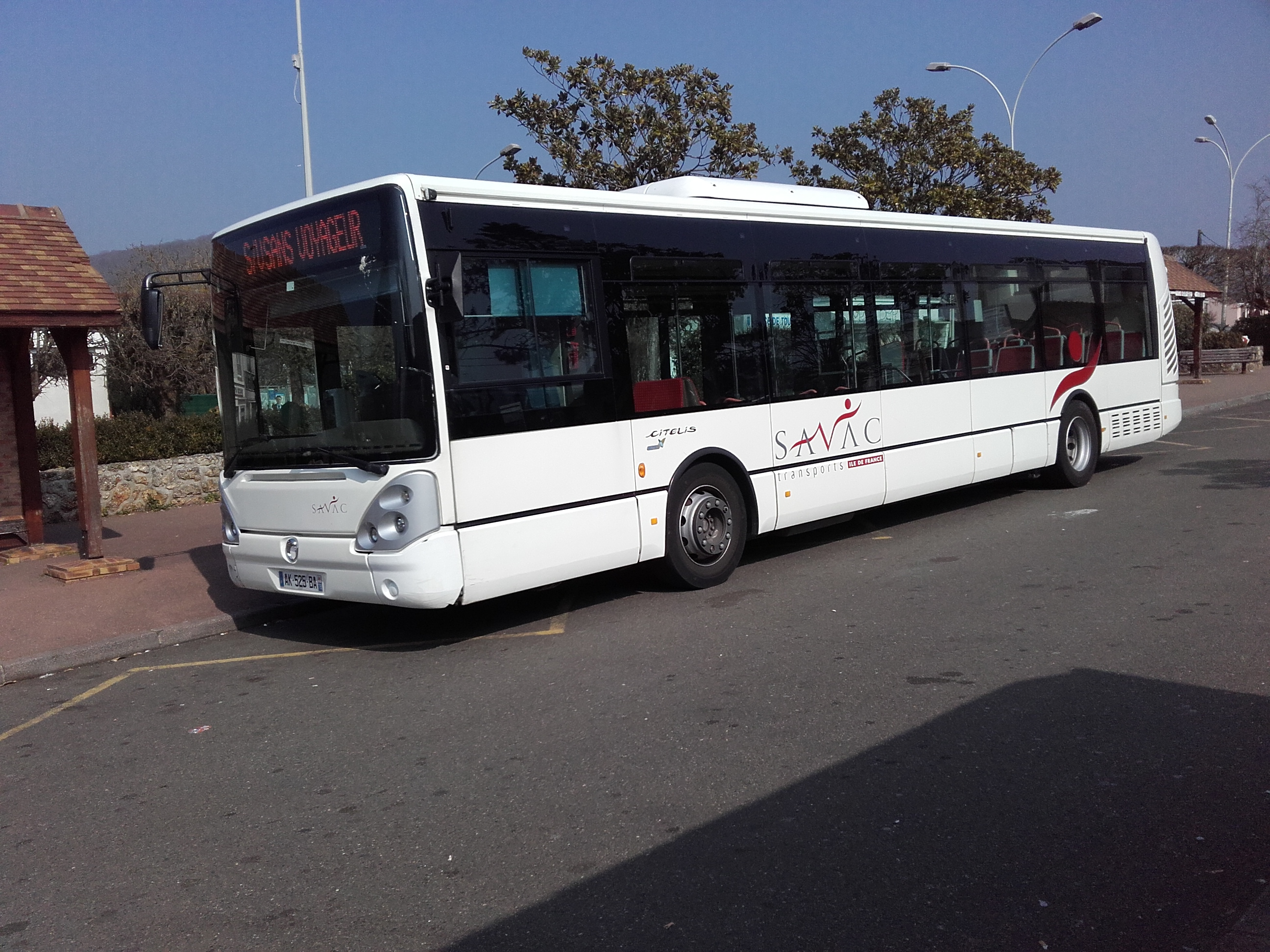
Ligne de la SAVAC.
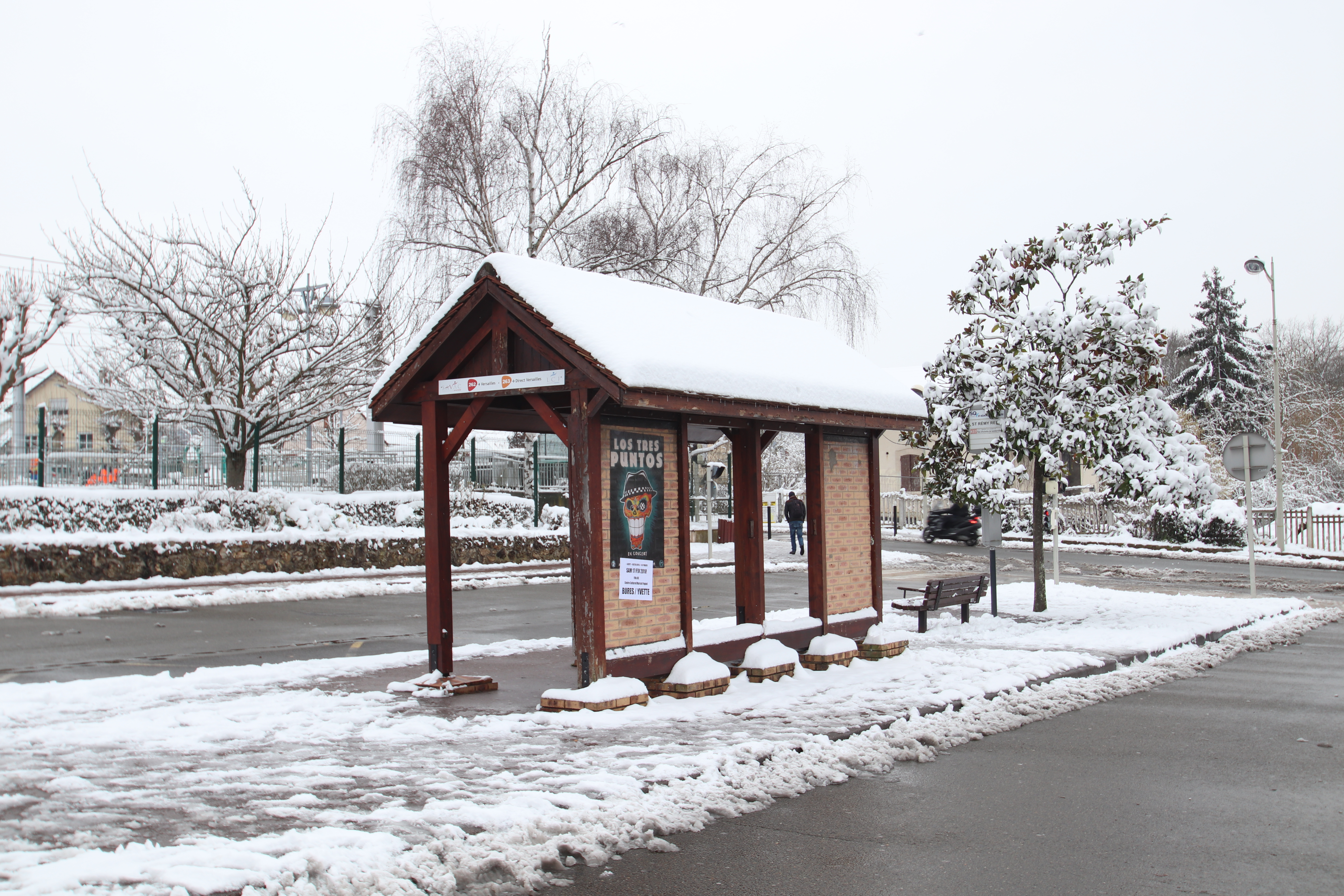
La gare routière.

## Toponymie
Le nom de la localité est attesté sous les formes Sanctus Remigius en 1205, Saint Rémi en 1370,,, Sanctus Remigius de Bello loco en 1300, Bellus Locus.
Saint-Rémy-de-Beaulieu-lez-Chevreuse, par la suite, "lez", fut transformé en "lès". En français, la préposition « lès » signifie « près de ». D'usage vieilli, elle n'est guère plus rencontrée que dans les toponymes, plus particulièrement ceux de localités.
L'hagiotoponyme Saint-Rémy-lès-Chevreuse, doit son nom à saint Rémi, évêque de Reims (437-533).
Le nom de Chevreuse provient de l'agglutination du mot capra et du suffixe osa qui signifie : l'« endroit où l'on élève des chèvres », dans le sens où la pauvreté du sol ne pouvait convenir qu’à des animaux peu exigeants,.

## Histoire

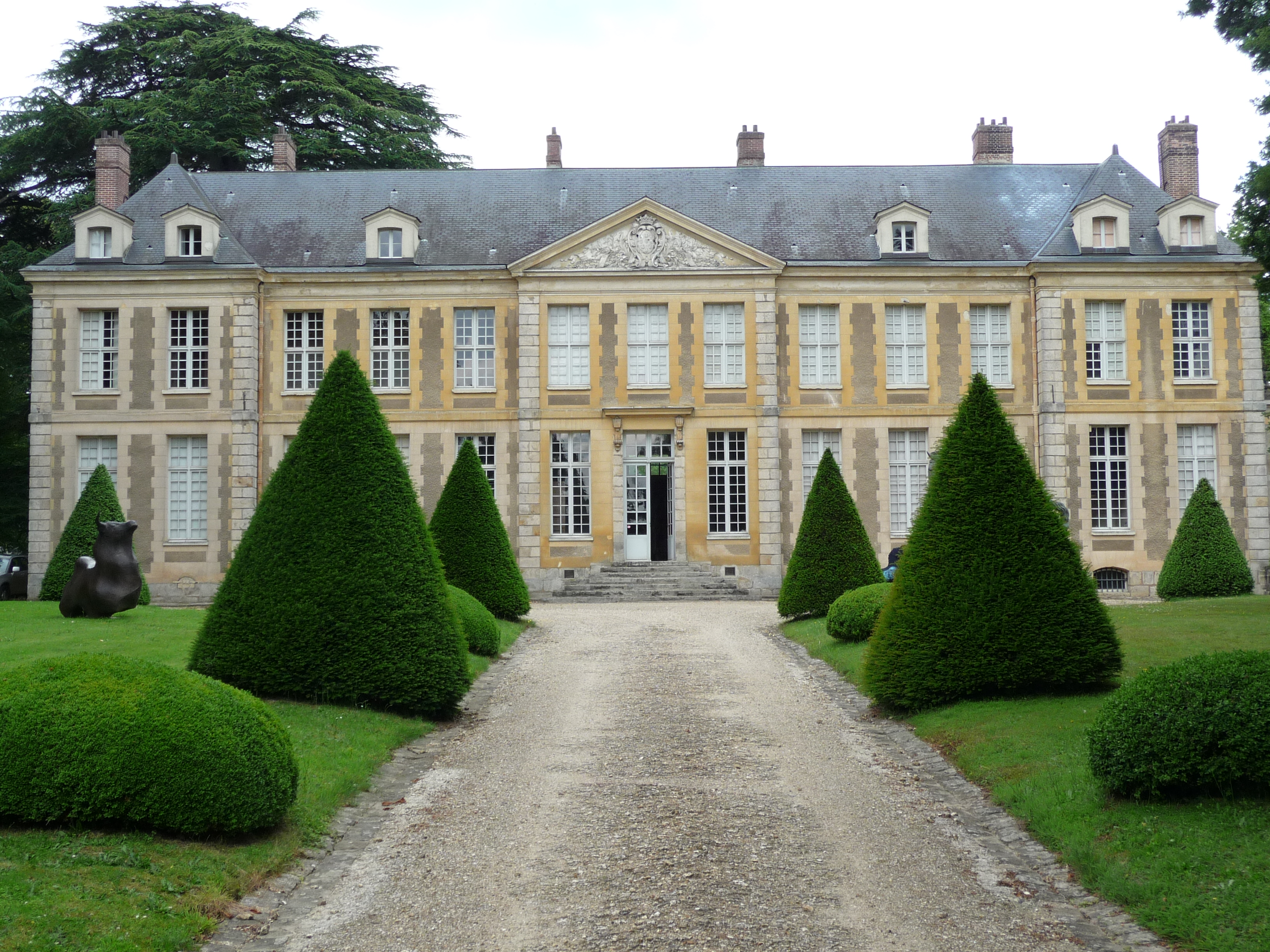
Château de Coubertin.

L'actuelle église Saint-Rémy date du XIIe siècle. La commune relève de la seigneurie de Chevreuse au XVIIe siècle.
- 1696 : construction du château de Coubertin.
- 1867 : ouverture de la gare de Saint-Rémy-lès-Chevreuse sur la ligne de Sceaux Paris-Limours.
- 1938 : électrification de la ligne de Sceaux et fermeture du tronçon Saint-Rémy-Limours.

## Politique et administration

### Rattachements administratifs et électoraux
Rattachements administratifs
Antérieurement à la loi du 10 juillet 1964, la commune faisait partie du département de Seine-et-Oise. La réorganisation de la région parisienne en 1964 fit que la commune appartient désormais au département des Yvelines et à son arrondissement de Rambouillet après un transfert administratif effectif au 1er janvier 1968. L’organisation juridictionnelle rattache les justiciables de Saint-Rémy au tribunal judiciaire de Versailles et au tribunal administratif de Versailles, tous rattachés à la Cour d'appel de Versailles.
Rattachements électoraux
La commune faisait partie du canton de Chevreuse de 1831 à 2015. Dans le cadre du redécoupage cantonal de 2014 en France, la commune fait désormais partie du canton de Maurepas.
Pour l'élection des députés, Saint-Rémy-lès-Chevreuse fait partie de la deuxième circonscription des Yvelines.
Les personnalités exerçant une fonction élective dont le mandat est en cours et en lien direct avec le territoire de Saint-Rémy-lès-Chevreuse sont les suivantes :
| Élection             | Territoire                          | Titre                             | Nom                                  | Tendance politique |  | Début de mandat | Fin de mandat |
| -------------------- | ----------------------------------- | --------------------------------- | ------------------------------------ | ------------------ |  | --------------- | ------------- |
| Municipales 2020     | Commune de Saint-Rémy-lès-Chevreuse | Maire de Saint-Rémy-lès-Chevreuse | Dominique Bavoil                     | SE                 |  | mai 2020        | mars 2026     |
| Départementales 2015 | Canton de Maurepas                  | Conseillers départementaux        | Alexandra Rosetti et Yves Vandewalle | LR                 |  | mars 2015       | mars 2021     |
| Législatives 2017    | 2e circonscription des Yvelines     | Député                            | Jean-Noël Barrot                     | MoDem              |  | juin 2017       | juin 2022     |

### Intercommunalité
.

Logo de la CCHVC

La commune fait partie avec neuf autres communes de la communauté de communes de la Haute Vallée de Chevreuse (CCHVC), créée le 1er janvier 2013, et dont le siège est situé à Dampierre-en-Yvelines. Saint-Rémy est la commune la plus peuplée de cette communauté de communes.

### Tendances politiques et résultats
Élections présidentielles
Résultats des deuxièmes tours :
- Élection présidentielle de 2012[21] : 54,23 % pour Nicolas Sarkozy (UMP), 45,77 % pour François Hollande (PS). Le taux de participation était de 86,49 %.
- Élection présidentielle de 2017[22] : 83,59 % pour Emmanuel Macron (REM), 16,41 % pour Marine Le Pen (FN). Le taux de participation était de 80,32 %.

Élections législatives
Résultats des deuxièmes tours :
- Élections législatives de 2012[23] : 55,74 % pour Valérie Pécresse (UMP), 44,26 % pour Jacques Lollioz (PS). Le taux de participation était de 63,87 %.
- Élections législatives de 2017[24] : 65,25 % pour Jean-Noël Barrot (LREM), 34,75 % pour Pascal Thévenot (LR). Le taux de participation était de 52,12 %.

Élections européennes
Résultats des deux meilleurs scores :
- Élections européennes de 2014[25] : 22,10 % pour Alain Lamassoure (UMP), 16,97 % pour Marielle de Sarnez (MoDem). Le taux de participation était de 54,43 %.
- Élections européennes de 2019[26] : 35,48 % pour Nathalie Loiseau (LREM), 18,48 % pour Yannick Jadot (EÉLV). Le taux de participation était de 62,23 %.

Élections régionales
Résultats des deux meilleurs scores :
- Élections régionales de 2015[27] : 55,10 % pour Valérie Pécresse (UMP), 36,14 % pour Claude Bartolone (PS). Le taux de participation était de 63,73 %.

Élections départementales
Résultats des deux meilleurs scores :
- Élections départementales de 2015[28] : 62,09 % pour Alexandra Rosetti et Yves Vandewalle (UMP), 37,91 % pour Christine Mercier et Ismaïla Wane (PS). Le taux de participation était de 47,33 %.

Élections municipales
Résultats des deuxièmes tours ou du premier tour si dépassement de 50 % :
- Élections municipales de 2014[29] : 51,38 % pour Agathe Becker (DVD), 25,61 % pour Dominique Bavoil (DVD) et 23,01 % pour Laurent Gallois (SE). Le taux de participation était de 63,40 %.
- Élections municipales partielles de 2017[30] : 34,44 % pour Dominique Bavoil (DVD), 33,69 % pour Dominique Dufrasnes (LREM) et 31,87 % pour Jean-Louis Binick (SE). Le taux de participation était de 48,56 %.
- Élections municipales de 2020[31] : 74,46 % pour Dominique Bavoil (DVD), 25,54 pour Jean-Louis Binick (DVD). Le taux de participation était de 43,20 %.

### Politique locale
En juillet 2017, la majorité du conseil municipal – dont 4 adjoints au maire – démissionne, se plaignant d'un dialogue inexistant avec le maire (DVD), Agathe Becker, ce qui entraine l'organisation de nouvelles élections municipales les 3 décembre et 10 décembre 2017.
Au second tour, la liste de Dominique Bavoil DVD l’emporte de 22 voix devant celle de Dominique Dufrasnes (LREM, et 97 voix de celle de Jean-Louis Binick.

### Liste des maires
| Période                                  | Période                       | Identité                    | Étiquette      | Qualité                                                                                      |
| ---------------------------------------- | ----------------------------- | --------------------------- | -------------- | -------------------------------------------------------------------------------------------- |
| Les données manquantes sont à compléter. |                               |                             |                |                                                                                              |
| 1851                                     | 1867                          | Julien Fredy de Coubertin   |                |                                                                                              |
| 1867                                     | 1875                          | Henri Ditte                 |                |                                                                                              |
| 1875                                     | 1892                          | Louis Henri Nicolas Munster |                |                                                                                              |
| 1892                                     | 1917 (décès)                  | Henri Marie Janin           | Républicain    | Conseiller général de Chevreuse (1880 → 1917) Officier de la Légion d'honneur                |
| 1919                                     | 1927                          | M. Mongrolle                |                |                                                                                              |
| 1927                                     | 1935                          | Gustave Maillé              |                |                                                                                              |
| 1935                                     | 1957                          | Jean Darboux                |                | Maire pendant la seconde guerre mondiale                                                     |
| 1957                                     | 1968                          | Antoine Mazeron             |                |                                                                                              |
| 1971                                     | 1977                          | Pierre Darou (1921-2015)    |                | Ancien sous-préfet Officier de la Légion d'honneur                                           |
| 1977                                     | 1989                          | Jacques Liauzun             |                |                                                                                              |
| 1989                                     | 1995                          | Jacques Galtier d'Auriac    |                | [ 37 ]                                                                                       |
| 1995                                     | 1998                          | Jacques Veyssières          |                |                                                                                              |
| 1998                                     | avril 2014                    | Guy Sautière                | UDF puis UMP   |                                                                                              |
| avril 2014                               | décembre 2017                 | Agathe Becker               | DVD            | Urbaniste Mandat écourté à la suite de la démission d'une majorité de conseillers municipaux |
| décembre 2017                            | En cours (au 16 octobre 2020) | M. Dominique Bavoil         | SE-DVD puis LR | Cadre commercial 2e vice-président de la CCHVC (2017 → 2020) Réélu pour le mandat 2020-2026  |

### Sécurité
La ville dispose d'une police municipale et d' un système de vidéosurveillance. La ville dépend de la Gendarmerie nationale de Chevreuse, ainsi que des centre de secours du service départemental d'incendie et de secours de Chevreuse et Gif-sur-Yvette.

## Population et société

### Démographie

#### Évolution démographique
L'évolution du nombre d'habitants est connue à travers les recensements de la population effectués dans la commune depuis 1793. Pour les communes de moins de 10 000 habitants, une enquête de recensement portant sur toute la population est réalisée tous les cinq ans, les populations de référence des années intermédiaires étant quant à elles estimées par interpolation ou extrapolation. Pour la commune, le premier recensement exhaustif entrant dans le cadre du nouveau dispositif a été réalisé en 2007.

En 2022, la commune comptait 7 747 habitants, en évolution de −0,68 % par rapport à 2016 (Yvelines : +2,72 %, France hors Mayotte : +2,11 %).
| 1793 | 1800 | 1806 | 1821 | 1831 | 1836 | 1841 | 1846 | 1851 |
| ---- | ---- | ---- | ---- | ---- | ---- | ---- | ---- | ---- |
| 580  | 586  | 539  | 467  | 508  | 542  | 568  | 566  | 564  |

| 1856 | 1861 | 1866 | 1872 | 1876 | 1881 | 1886 | 1891 | 1896 |
| ---- | ---- | ---- | ---- | ---- | ---- | ---- | ---- | ---- |
| 530  | 599  | 632  | 731  | 720  | 708  | 698  | 691  | 746  |

| 1901 | 1906 | 1911 | 1921 | 1926  | 1931  | 1936  | 1946  | 1954  |
| ---- | ---- | ---- | ---- | ----- | ----- | ----- | ----- | ----- |
| 786  | 833  | 939  | 947  | 1 125 | 1 395 | 1 443 | 1 818 | 2 215 |

| 1962  | 1968  | 1975  | 1982  | 1990  | 1999  | 2006  | 2007  | 2012  |
| ----- | ----- | ----- | ----- | ----- | ----- | ----- | ----- | ----- |
| 3 082 | 3 488 | 4 807 | 5 221 | 5 589 | 7 651 | 7 858 | 7 879 | 7 730 |

| 2017  | 2022  | - | - | - | - | - | - | - |
| ----- | ----- | - | - | - | - | - | - | - |
| 7 862 | 7 747 | - | - | - | - | - | - | - |

#### Pyramide des âges
En 2018, le taux de personnes d'un âge inférieur à 30 ans s'élève à 32,7 %, soit en dessous de la moyenne départementale (38 %). À l'inverse, le taux de personnes d'âge supérieur à 60 ans est de 29,5 % la même année, alors qu'il est de 21,7 % au niveau départemental.
En 2018, la commune comptait 3 854 hommes pour 3 956 femmes, soit un taux de 50,65 % de femmes, légèrement inférieur au taux départemental (51,32 %).
Les pyramides des âges de la commune et du département s'établissent comme suit.
| Hommes | Classe d’âge | Femmes |
| ------ | ------------ | ------ |
| 1,7    | 90 ou +      | 4,3    |
| 8,8    | 75-89 ans    | 10,8   |
| 17,0   | 60-74 ans    | 16,4   |
| 22,5   | 45-59 ans    | 22,9   |
| 14,8   | 30-44 ans    | 15,3   |
| 18,2   | 15-29 ans    | 15,1   |
| 17,0   | 0-14 ans     | 15,2   |

| Hommes | Classe d’âge | Femmes |
| ------ | ------------ | ------ |
| 0,6    | 90 ou +      | 1,4    |
| 6      | 75-89 ans    | 7,8    |
| 13,5   | 60-74 ans    | 14,8   |
| 20,7   | 45-59 ans    | 20,1   |
| 19,6   | 30-44 ans    | 19,9   |
| 18,5   | 15-29 ans    | 16,8   |
| 21,2   | 0-14 ans     | 19,2   |

## Jumelages
Noepe (Togo)

### Enseignement

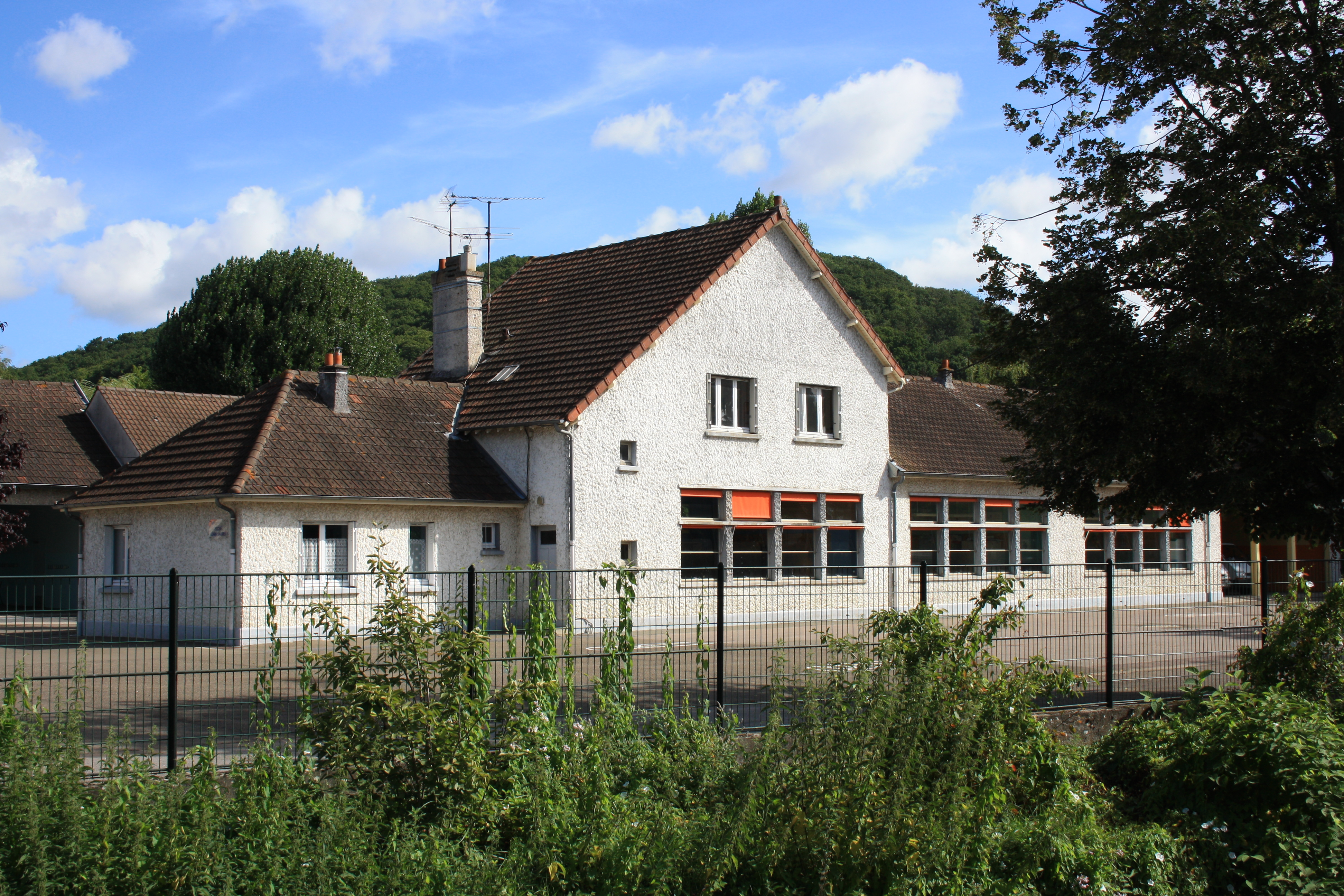
École Jean-Jaurès.

La commune relève de l'académie de Versailles. Les écoles sont gérées par l’inspection générale de l'inspection départementale de l’Éducation nationale de Versailles.
- L'enseignement public est assuré dans deux écoles maternelles (écoles Jacques-Liauzun et Saint-Exupéry) et trois écoles élémentaires (écoles Jean-Jaurès, Jean-Moulin et Jacques-Liauzun)[48].
- La commune ne possédant ni collège ni lycée, la scolarité se poursuit au collège Pierre-de-Coubertin de Chevreuse ou au collège Hélène-Boucher de Voisins-le-Bretonneux, puis au lycée de la Vallée-de-Chevreuse à Gif-sur-Yvette. Des sections internationales sont également implantées à Montigny-le-Bretonneux (École japonaise de Paris) et Buc (Lycée franco-allemand de Buc).
- Les établissements universitaires sont situés à Paris, Orsay-Bures-Gif, et Versailles Saint-Quentin-en-Yvelines.

### Équipements culturels
.

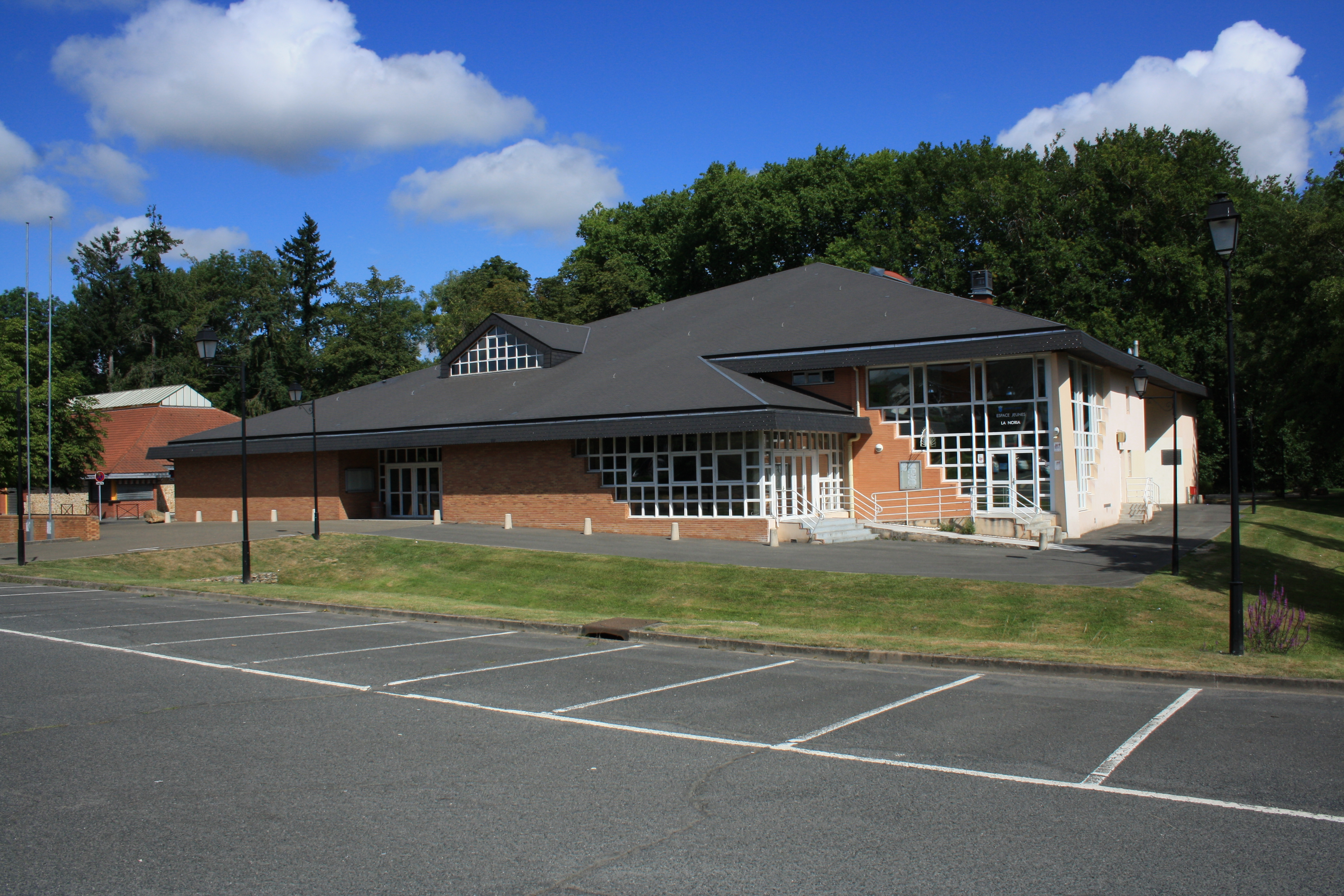
Espace Jean-Racine.

- La ville abrite le centre culturel Jean-Racine[49], qui accueille des spectacles, des conférences et des événements culturels. Le centre culturel abrite :
  - la salle d’expositions et conférences Marie-Curie ;
  - le théâtre Raymond-Devos.
  - l'espace jeune La Noria
- On y trouve également la Maison des Loisirs et de la Culture et la Société Musicale de Saint-Rémy-lès-Chevreuse (Musirémy)[50].
- Enfin, Saint-Rémy abrite plusieurs fondations (Fondation Marta Pan, Musée et Fondation Raymond Devos, Fondation de Coubertin.

### Sports
.
- Équipements

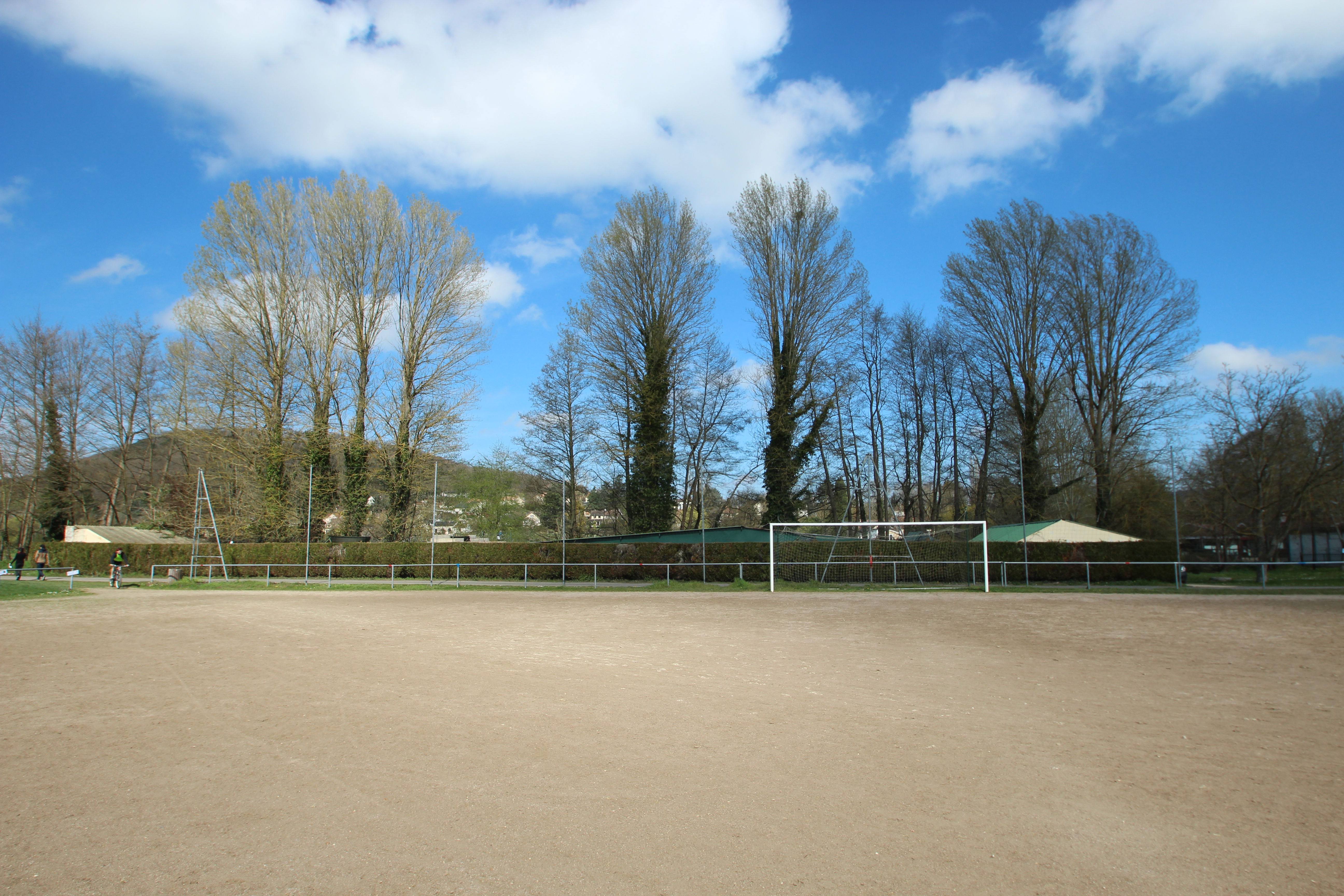
Stade Guy-de-Coubertin.

  - Mini-Golf de Saint-Rémy-lès-Chevreuse
  - Tennis Club de Beauséjour
  - Stade et complexe sportif Guy-de-Coubertin
  - Salle des sports de Beauplan
  - Base sportive du lac Beauséjour
- Clubs
  - École de danse en conservatoire au gymnase Guy-de-Coubertin
  - École de tennis au lac de Saint-Rémy
  - École de VTT au lac de Saint-Rémy
  - Club de football de Saint-Rémy
  - Club de triathlon de Saint-Rémy
  - Club de tennis de table au gymnase municipal.

### Santé
La ville regroupe de nombreux professionnels de santé. Elle dépend du Groupe Hospitalier Nord Essonne, situé à Orsay, et de l'hôpital André-Mignot de Versailles.

## Économie

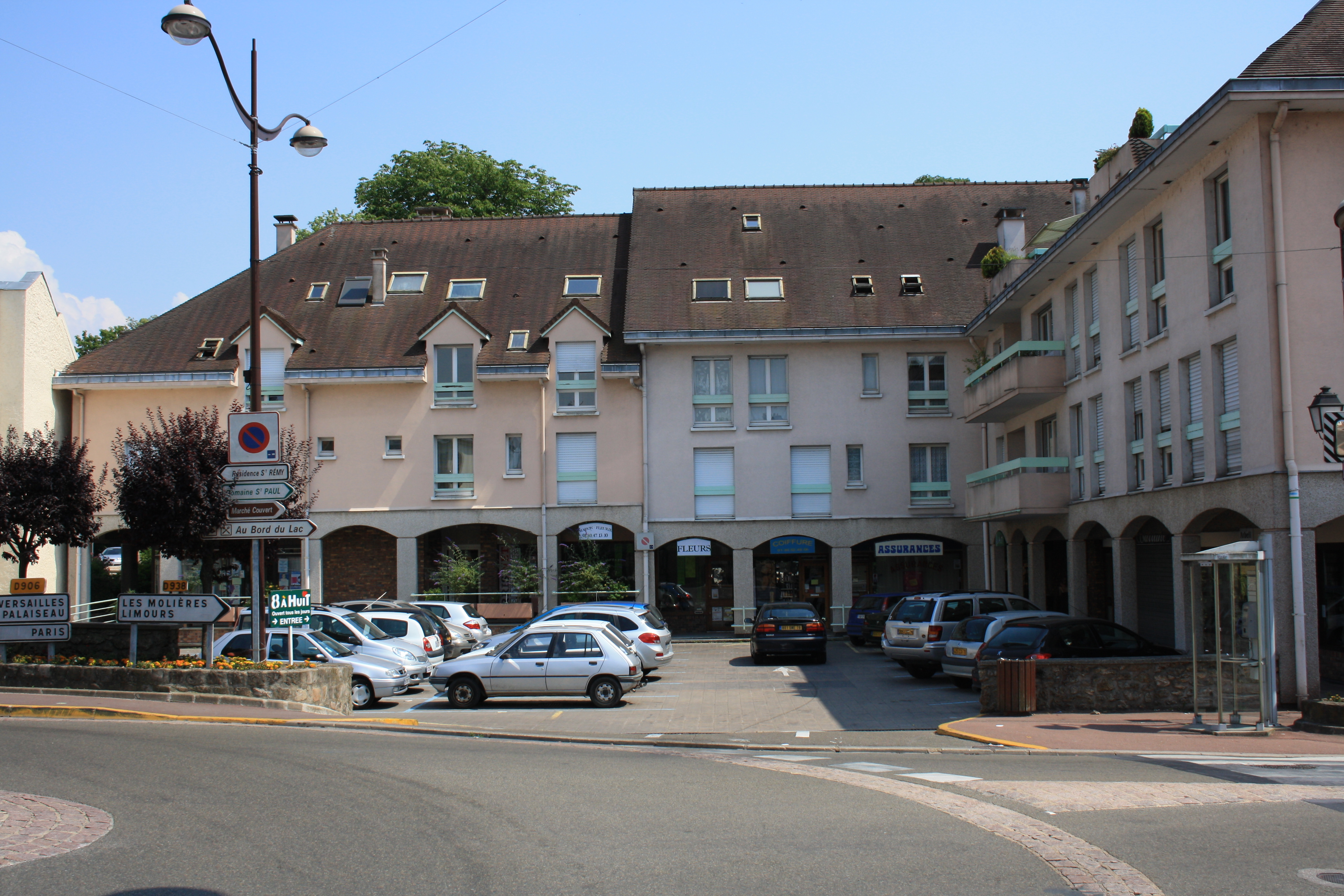
Commerces de proximité à Saint-Rémy.

Commune périurbaine située dans l'aire urbaine de Paris, Saint-Rémy-lès-Chevreuse se situe à proximité de plusieurs bassins d'emplois, notamment à Saint-Quentin-en-Yvelines et sur le plateau de Saclay.
Saint-Rémy-lès-Chevreuse est une commune essentiellement résidentielle. Elle accueille cependant quelques entreprises industrielles :
- Comité scientifique et technique des industries climatiques (COSTIC) au domaine Saint-Paul.
- Centre technique industriel de la construction métallique (CTICM) au domaine Saint-Paul.
- Centre expérimental de recherches et d'études du bâtiment et des travaux publics (CEBTP) au domaine Saint-Paul jusqu'en juin 2007.
- Gaztransport & Technigaz (route de Versailles).

Plusieurs commerces de proximité sont situés à Saint-Rémy-lès-Chevreuse, notamment en centre-ville. La commune abrite un marché le mercredi et le samedi matin.

## Culture locale et patrimoine

### Lieux et monuments
- Église Saint-Rémi-de-Reims : église en pierre meulière datant du XIIe siècle.
- Propriété de Marie Curie. Pierre et Marie Curie venaient s'y détendre, souvent en famille, loin de leur travail entre 1904 et 1906.
- Château de Coubertin : construit par Jean Frédy de Coubertin à la fin du XVIIe siècle. Le château, qui appartenait à la nièce de Pierre de Coubertin abrite depuis 1980 le Jardin des bronzes qui rassemble des bronzes de l'école de sculpture française.
- Musée Raymond-Devos, établi dans la maison où l'artiste vécut quarante-trois ans.
- Maison de Marta Pan : construite en 1960 par l'architecte André Wogenscky, elle utilise le modulor de Le Corbusier.
- Château de Vaugien : château construit entre la fin du XIXe siècle et le début du XXe siècle, classé aux monuments historiques[52].
- Maison de l'Écomobilité.

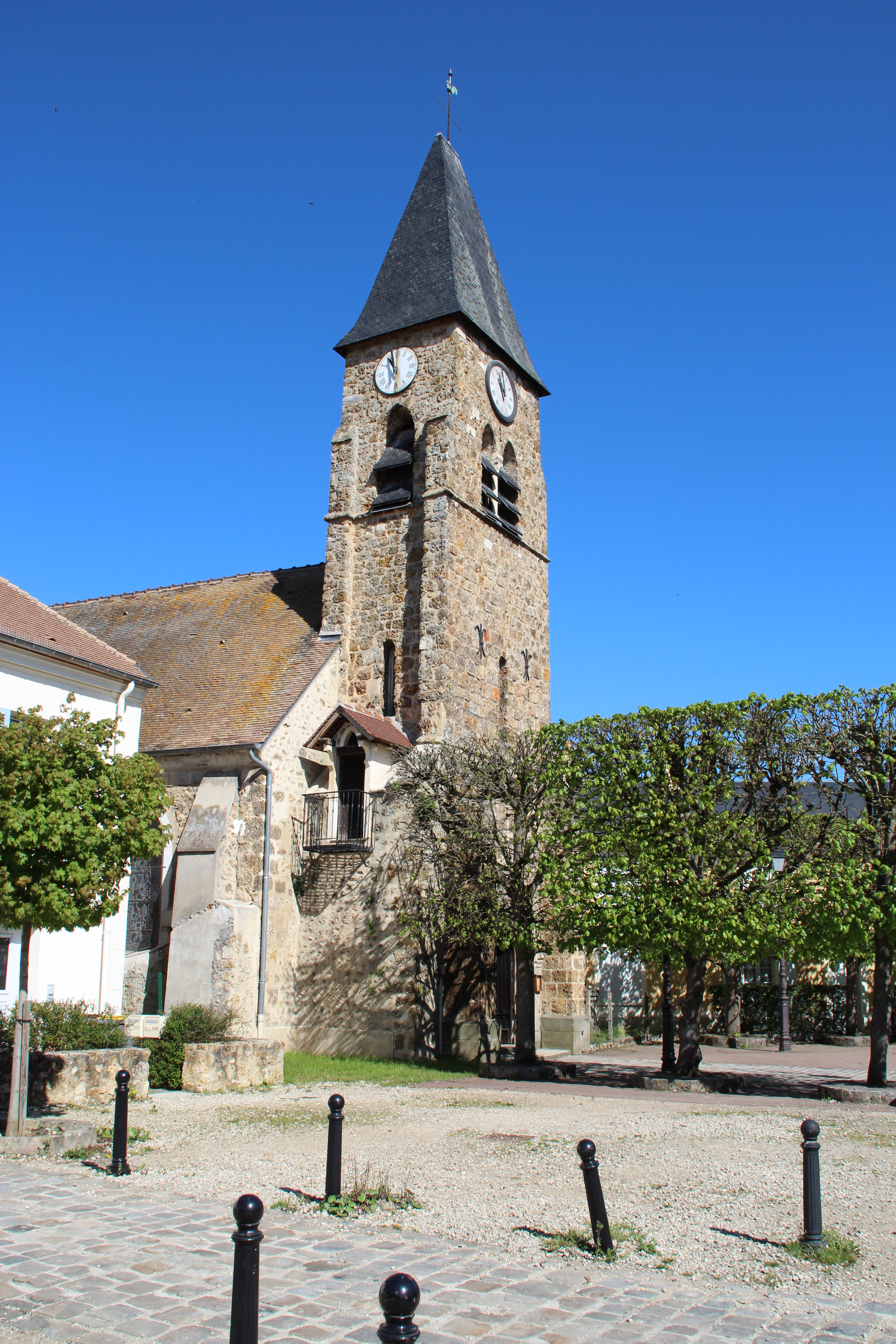
Église Saint-Rémi.
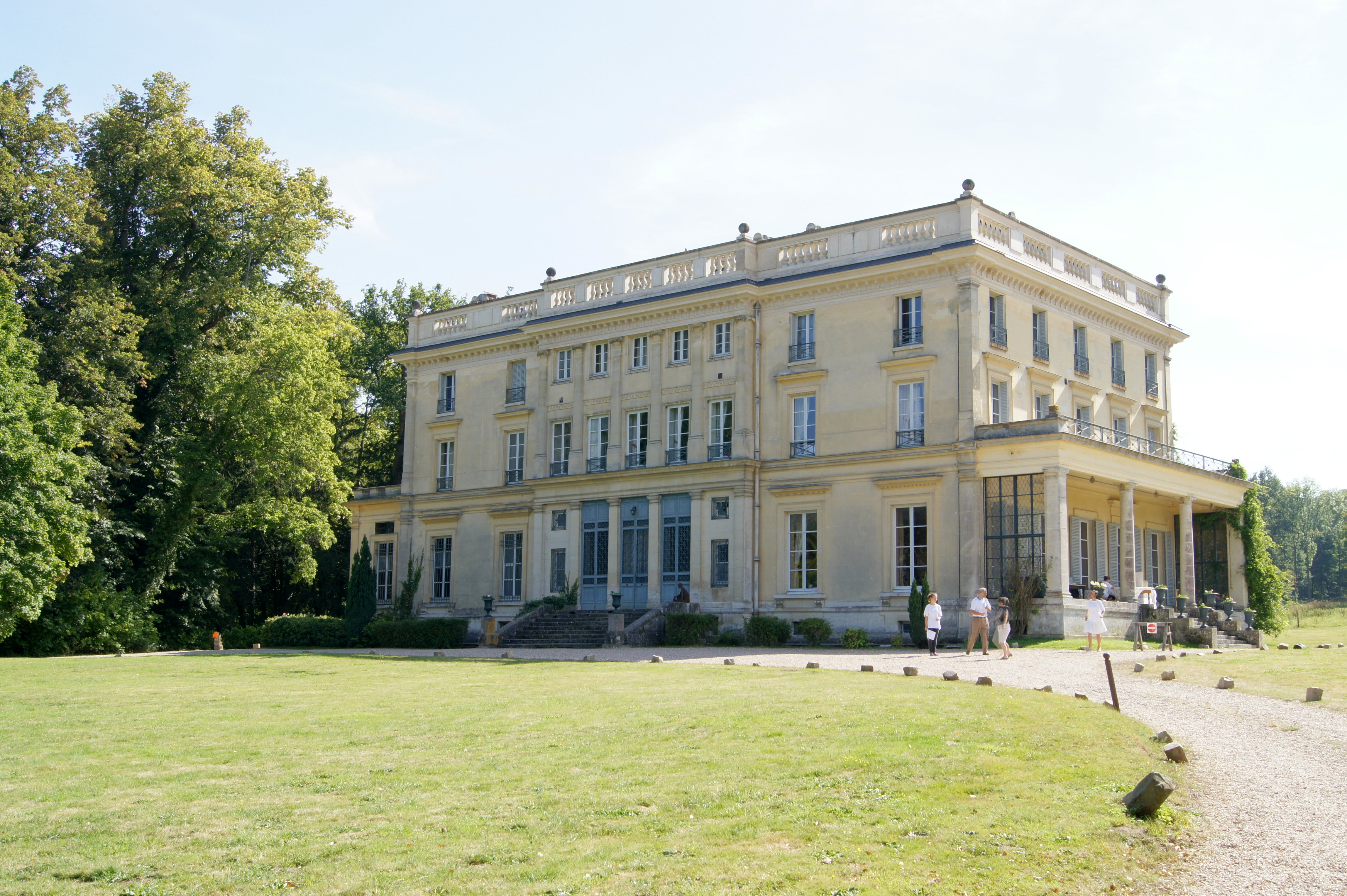
Château de Vaugien.
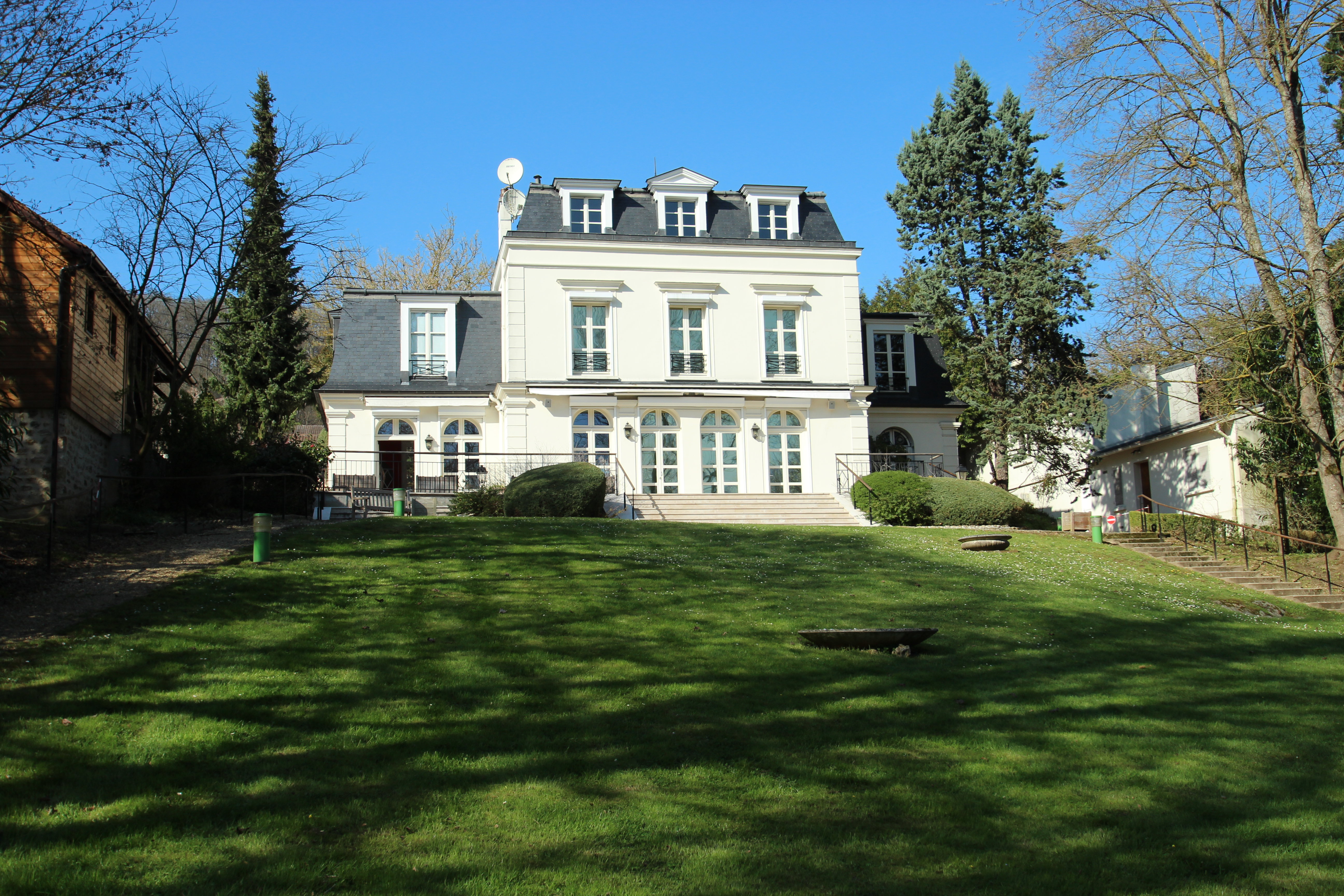
Musée Raymond-Devos.
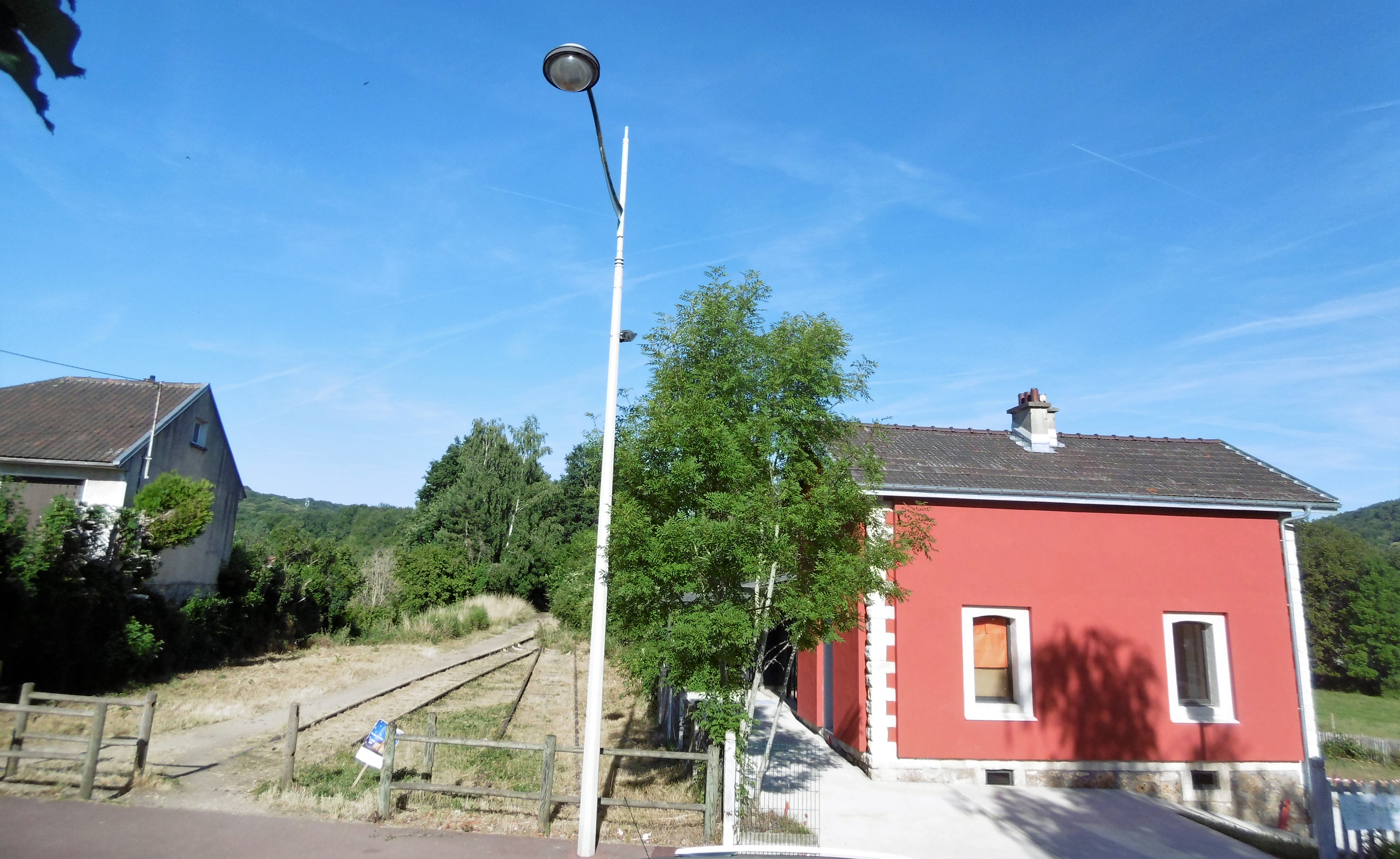
Maison de l'Écomobilité.

### Patrimoine naturel
- Réserve naturelle régionale du Val et coteau de Saint-Rémy
- Vallée de l'Yvette
- Parc de la mairie
- Lac Beauséjour
- Forêt départementale de Beauplan
- Bois de Chevincourt
- Bois de la Guiéterie / Bois Sainte-Catherine

La commune fait partie du périmètre du parc naturel régional Haute Vallée de Chevreuse.

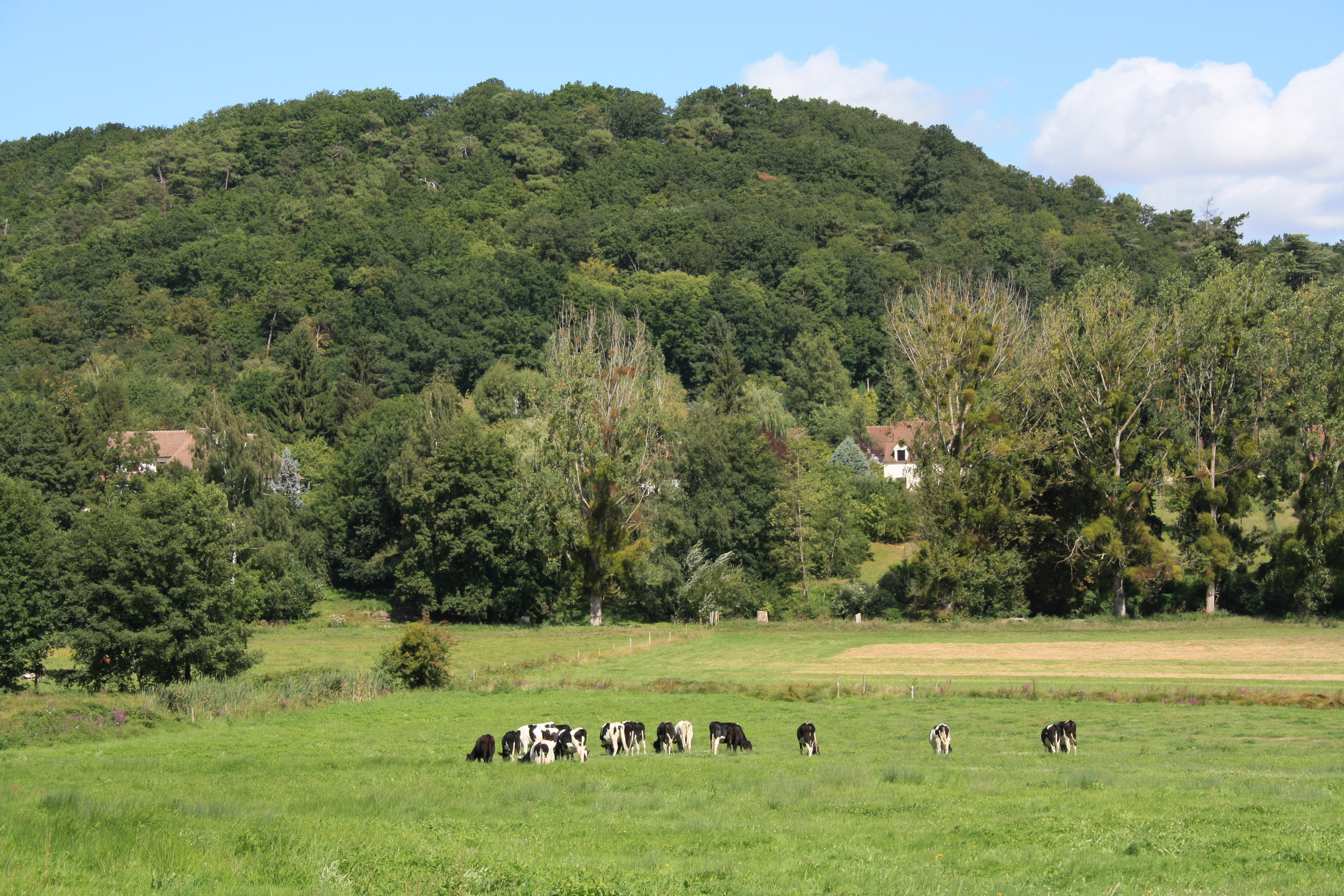
Réserve naturelle du Val.
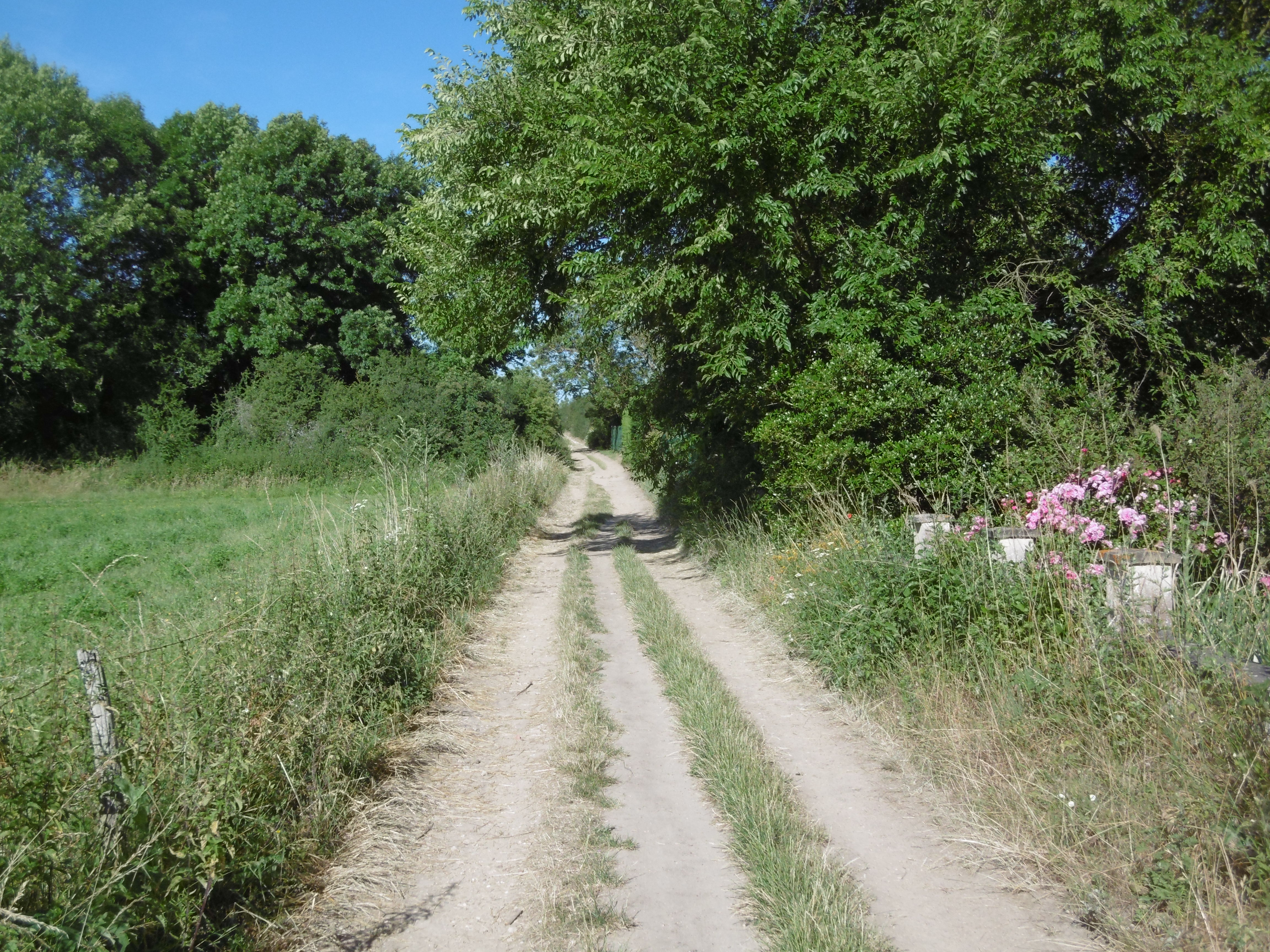
Chemin rural.
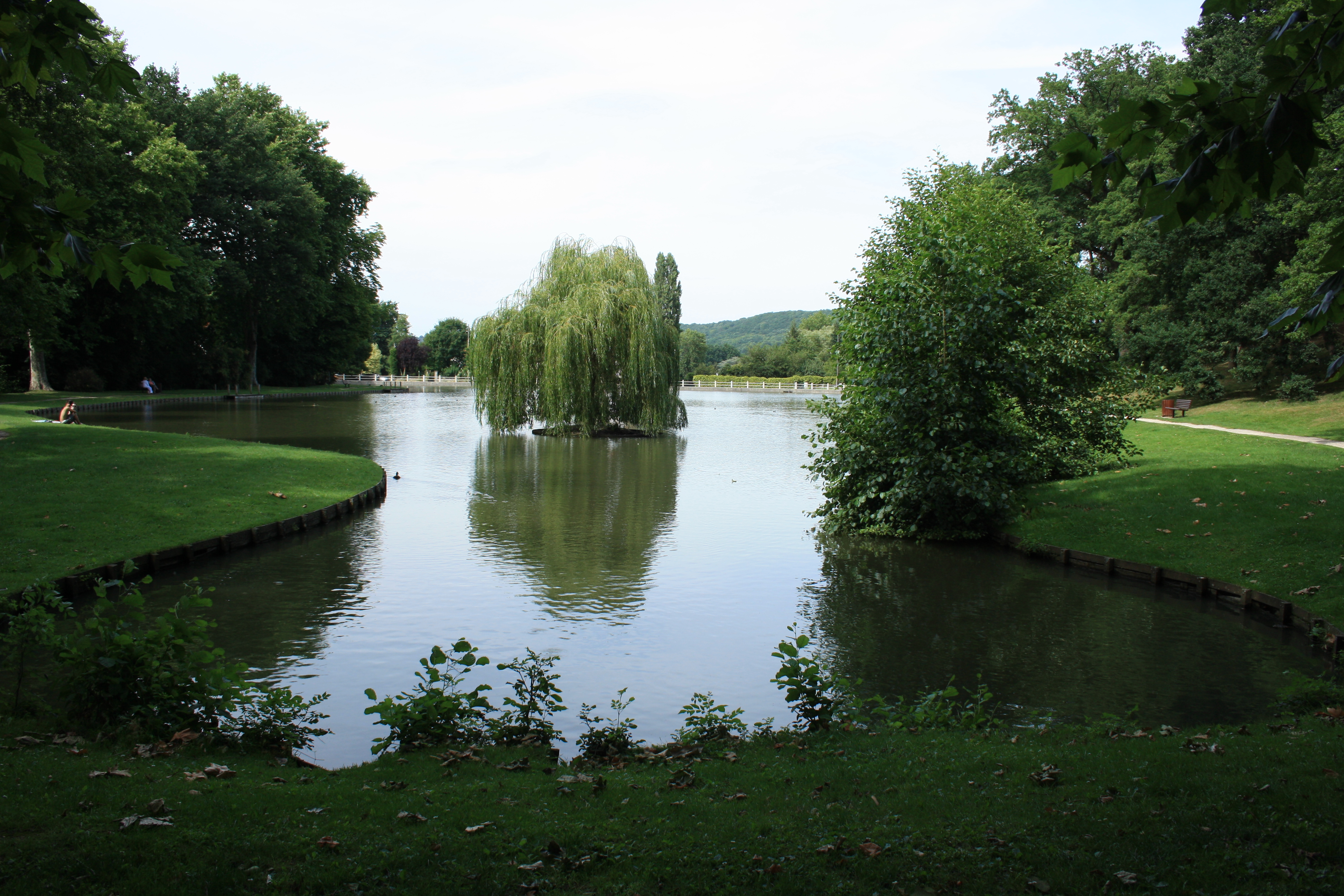
Lac Beauséjour.
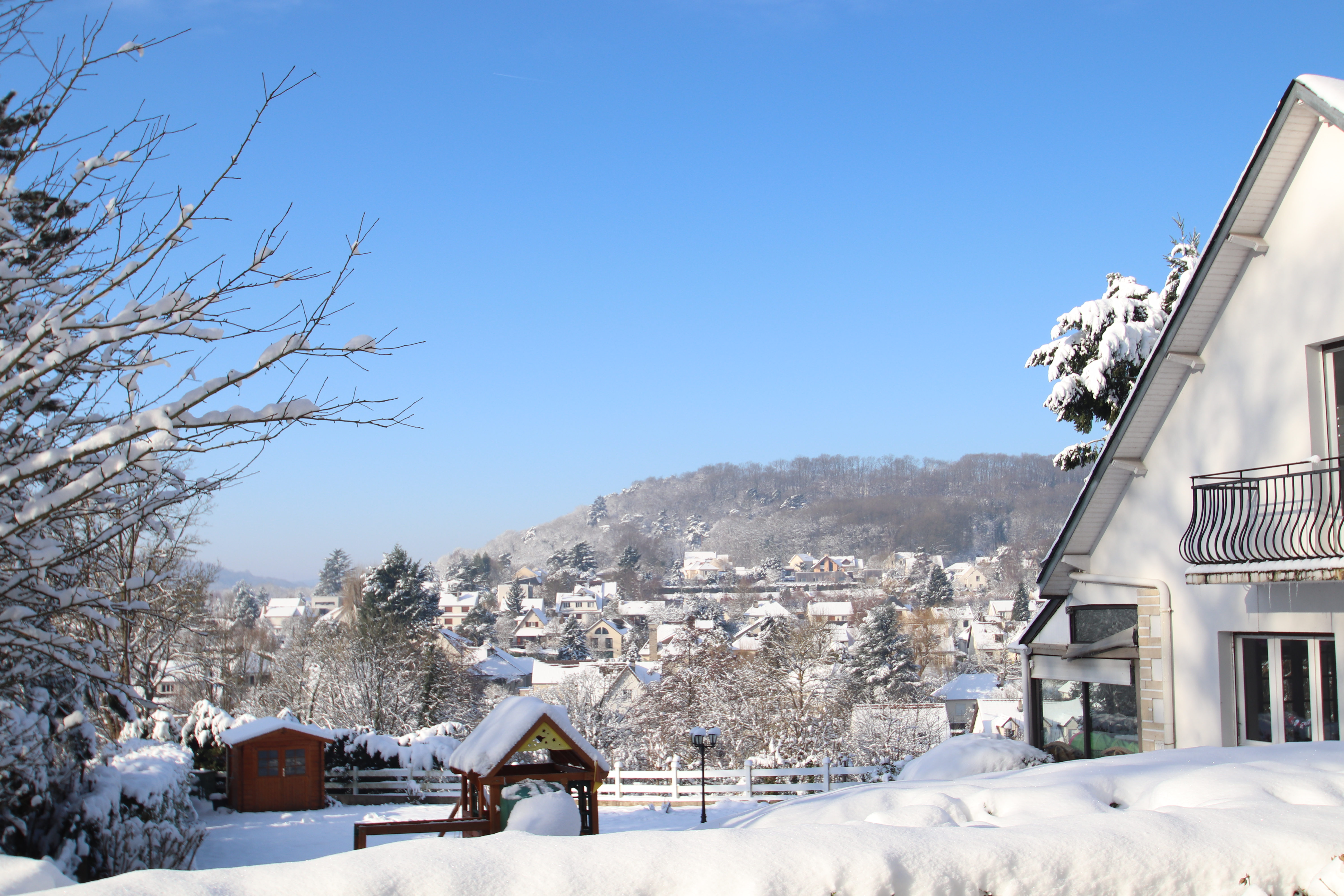
Haute Vallée de Chevreuse.
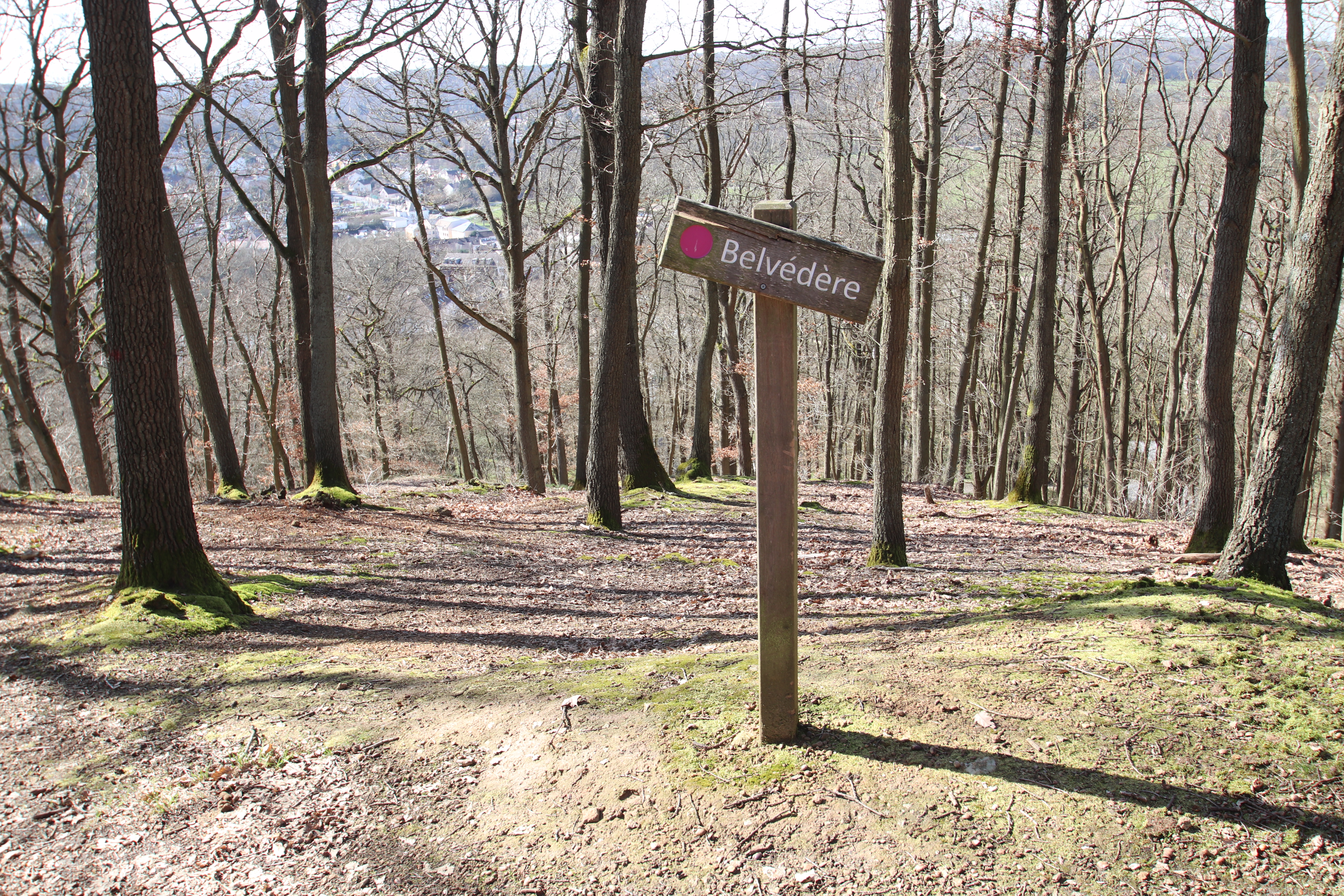
Forêt de Beauplan.

### Saint-Rémy-lès-Chevreuse et le cinéma
De nombreux plans de films ont été tournés dans la commune :
- Au rendez-vous de la mort joyeuse en 1973 est tourné au manoir du Petit Chevincourt.
- Plusieurs films ont été tournés au château de Vaugien.
- En octobre 2007, l'hôtel de ville (ex-château Le Prieuré) a accueilli le tournage du téléfilm Une lumière dans la nuit de France 2[53].
- En octobre 2012, tournage dans l'hôtel particulier « La Maison blanche » de scènes du film Joséphine avec Marilou Berry[54].
- Une scène de mariage est filmée à l'hôtel de ville pour la série Les Mystères de l'amour le 21 novembre 2012 pour TMC[55].
- Une scène de Les Amants réguliers de Philippe Garrel a été tournée près du lac.

### Activités festives

#### La Jean Racine

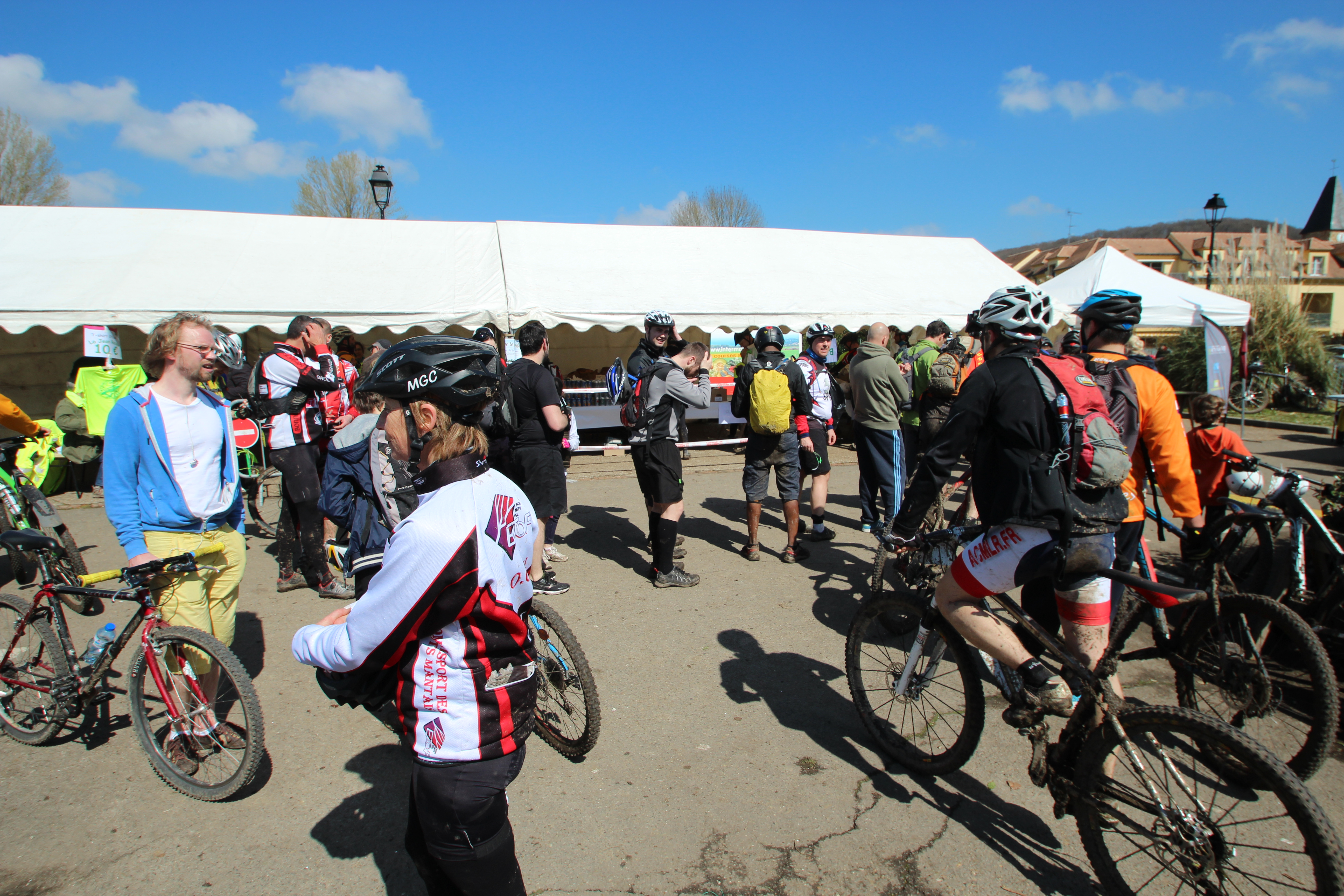
La Jean Racine 2016.

La randonnée VTT Jean Racine attire chaque année un grand nombre de participants. Créée en 1992, elle connaît vite un grand succès et le nombre de participants progresse rapidement pour atteindre maintenant presque 3 000 participants chaque année.
La Jean Racine a obtenu le label de la Fédération française de cyclotourisme. Cette distinction est réservée à cinq randonnées, qui correspondent à des conditions strictes en matière de qualité d'organisation.
Plusieurs trajets séparés sont proposés afin que ceux qui pratiquent un VTT de détente en famille ne se retrouvent pas sur les mêmes sentiers que ceux qui privilégient l'aspect sportif. Chaque année, de nouveaux circuits sont élaborés afin d'exploiter tous les sites de la vallée de Chevreuse et de faire découvrir de nouveaux tracés. Ce lieu exceptionnel du parc naturel régional de la vallée de Chevreuse, situé à proximité de l'agglomération parisienne, constitue un terrain idéal pour la pratique du VTT.
Cette appellation de « Jean Racine », à première vue insolite, fait référence au chemin dit de Jean-Racine où le poète aimait se promener lors de son séjour à l'abbaye de Port Royal des Champs. Elle symbolise le plaisir qu'éprouve le vététiste à parcourir la vallée de Chevreuse réputée pour son environnement vert et ombragé.

#### Jazz à toute heure
Créé sous le parrainage du batteur André Ceccarelli en 1999, le festival Jazz à toute heure développe un projet culturel d'envergure régionale. Né à Saint-Rémy-lès-Chevreuse, grâce à une équipe de bénévoles enthousiastes et efficaces, il s'étend aujourd'hui sur plusieurs communes du parc naturel régional Haute Vallée de Chevreuse. Entre mars et avril, de nombreux artistes d'origines et de styles les plus divers se produisent dans différentes communes de la région.

#### Festival d'harmonies de la Société Musicale de Saint-Rémy-lès-Chevreuse
Depuis 2002, la Société Musicale organise tous les ans une rencontre musicale regroupant plusieurs formations, que ce soit locales, nationales ou internationales. Lors de cet évènement, l'orchestre de la Société Musicale a eu l'occasion de côtoyer de grands musiciens tels que Franck Tortiller, Jean Gobinet, Annick et Paul Minck, Patrick Fabert... Le festival a lieu dans l'Espace Jean-Racine.
Par ailleurs, l'orchestre d'harmonie s'est déplacé plusieurs fois au Stade de France pour animer des matchs de rugby, notamment dans le cadre du Tournoi des 6 Nations ainsi qu'aux finales du Top 14.

#### Biennales mondiales de la Reliure d'Art
Tous les deux ans, Saint-Rémy-lès-Chevreuse accueille les Biennales mondiales de la reliure d'art avec une présentation de relieurs d'art ainsi qu'un concours de relieurs.

### Personnalités liées à la commune
- Julien Bonaventure, baron de Coubertin (1788-1871), maire - grand-père du fondateur des Jeux Olympiques, haut fonctionnaire de Napoléon Ier à Brême et Oldenbourg en Allemagne du Nord[59].
- Eugène Imbert (1821-1898), poète, chansonnier français, goguettier et historiographe des goguettes y est décédé en 1898.
- Pierre de Coubertin (1863-1937), fondateur des Jeux olympiques.
- Marie (1867-1934) et Pierre Curie (1859-1906) et ont loué pendant deux ans, dans les années 1905-1906, une maison de campagne à Saint-Rémy-les-Chevreuse. Baptisée « La Petite Biche », située dans le quartier de Moc-Souris non loin de la gare, elle permit à ces chercheurs de renommée internationale d’y écouler des week-ends paisibles.
- Konrad Starke (1870-1911), artiste plasticien allemand, qui possédait un atelier à Courcelle-sur-Yvette.
- André Wogenscky (1916-2004), architecte, collaborateur de Le Corbusier y est décédé le 5 août 2004.
- Raymond Devos (1922-2006), humoriste a habité la commune à partir de 1963 et y est décédé le 15 juin 2006.
- Philolaos Tloupas (1923-2010), sculpteur[60], décédé en 2010.
- Marta Pan (1923-2008), sculptrice, compagne d'André Wogenscky y a vécu.
- Colette Renard (1924-2010), chanteuse et actrice, notamment dans la série Plus belle la vie, a habité la commune et y est décédée en octobre 2010[61].
- André Ceccarelli (1946), batteur de jazz mondialement reconnu habite la commune, à la demande des élus, parraine le festival de Jazz depuis 1999 - « Jazz à toute heure » qui se déroule tous les ans au début du printemps.
- Cédric Villani (1973), mathématicien lauréat de la médaille Fields 2010[62] et député LREM puis écologiste de 2017 à 2022.

### Héraldique
| Blason | Blasonnement : D'azur aux trois crosses d'or surmontées d'une coquille d'argent. Commentaires : dessiné en 1960 par André Piltant, le blason évoque par les crosses trois dates importantes pour la cité : l’acte de donation de l'église en 1070, la création de la maison prieurale et la dénomination en 1244 de la Seigneurie en St-Rémy-de-Beaulieu-lez-Chevreuse. La coquille a été empruntée aux armes de la famille Fredy de Coubertin. |